# Guerre d'Afghanistan (2001-2021)
Pour les articles homonymes, voir Guerre d'Afghanistan.
Conflit afghan
Voir aussi :
Insurrection islamiste au Pakistan
Batailles
- Rhino et Gecko
- Mazar-e-Charif
- Hérat
- Siège de Kunduz
- Prise de Kaboul
- Qala-e-Jangi
- Kandahar
- Tora Bora
- Massacre de Dasht-i Leili

- Opération Anaconda
- Opération Jacana
- Opération Red Wings
- 1re bataille de Lashkar Gah
- Opération Mountain Thrust
- Opération Kaika
- Sangin
- Première Panjwaye
- Deuxième Panjwaye
- Opération Medusa
- Opération Mountain Fury
- Opération Falcon Summit
- Opération Achilles
- Opération Hoover
- Chora
- Opération Hammer
- Base Anaconda
- Opération Harekate Yolo
- Musa Qala
- Opération Karez
- Prison de Sarposa
- Arghandab
- Wanat
- Bataille de Shewan
- Embuscade d'Uzbin
- Bombardement d'Azizabad
- Opération Eagle's Summit
- Balamorghab
- Alasaï
- Bombardement de Granai
- Opération Panther's Claw
- Opération Strike of the Sword
- (Dahaneh)
- 1re Chahar Dara
- Bombardement de Kunduz
- Kamdesh
- 2e Chahar Dara
- Opération Avalon
- Opération Septentrion
- Kaboul
- Marjah
- Korengal
- Opération Shamshir
- Joybar
- Massacre de Kandahar
- Kaboul
- Tagab
- Farâh
- Opération Almas
- Ghaziabad
- Ziruk
- Sangin
- Ajristan
- Laghman
- Yayha Khail
- 1re Bataille de Kunduz
- Attentat du 19 avril 2016 à Kaboul
- Attentats du 20 juin 2016 à Kaboul
- Attentat du 23 juillet 2016 à Kaboul
- Bataille de Tarin Kôt
- 2e bataille de Kunduz
- Attentats du 10 janvier 2017
- Attaque de l'hôpital militaire de Kaboul (2017)
- Attaque de camp Shaheen
- Attentat du 31 mai 2017 à Kaboul
- Attentat de la mosquée d'Hérat
- Attentats du 17 octobre 2017
- Attentats du 20 octobre 2017
- Attentat de l'hôtel Intercontinental de Kaboul de 2018
- Attentat du 27 janvier 2018 à Kaboul
- Attentat de la mosquée de Gardêz
- Bataille de Darzab
- Bataille de Ghazni
- 2e bataille d'Ajristan
- Bataille de Chenaya
- Bataille d'Allauddin
- Attentat du 15 août 2018 à Kaboul
- Attentat de Maidan Shar
- Attentat du 7 août 2019 à Kaboul
- Attentat du 17 août 2019 à Kaboul
- 3e bataille de Kunduz
- Attentat du 6 mars 2020 à Kaboul
- Attentat du 25 mars 2020 à Kaboul
- 2e bataille de Lashkar Gah
- Attentat du 24 octobre 2020 à Kaboul
- Attentat de 2020 à l'université de Kaboul
- Attentat du 8 mai 2021 à Kaboul
- Offensive des talibans de 2021
- 3e bataille de Kandahar
- 3e bataille de Lashkar Gah
- Prise de Kaboul
- Conflit du Panchir
- Retrait des troupes américaines
- Attaque de l'hôpital militaire de Kaboul (2021)

La guerre d'Afghanistan oppose à partir d’octobre et novembre 2001 les États-Unis, avec la contribution militaire de l'Alliance du Nord et d'autres nations occidentales (Royaume-Uni, France, Canada, etc.), au régime taliban. Cette guerre s'inscrit dans la « guerre contre le terrorisme » déclarée par l'administration Bush à la suite des attentats du 11 septembre 2001 à New York et Washington. Le but de l'invasion selon les États-Unis et leurs alliés était de capturer Oussama ben Laden, détruire l'organisation Al-Qaïda qui possédait des bases dans le pays avec la bénédiction des talibans, et renverser ces derniers.
La campagne initiale chassa les talibans du pouvoir, permettant l'instauration d'un gouvernement provisoire dirigé par Hamid Karzai à la suite des accords de Bonn de décembre 2001. Les talibans engagèrent alors une guérilla contre la Force internationale d'assistance et de sécurité (FIAS) qui regroupe les forces armées sous commandement de l'OTAN. Depuis 2006, les forces armées talibanes sont très actives. Le gouvernement afghan de Karzai, élu président en octobre 2004, n'a que peu de légitimité et ne contrôlait en 2006 que le secteur de Kaboul. En août 2008, il y avait 70 000 soldats étrangers en Afghanistan, 53 000 pour la FIAS et 17 000 pour l'Operation Enduring Freedom américaine ; en 2009 quelque 113 000 soldats étrangers, dont 71 000 américains, sont déployés dans le pays ; en 2012 ce sont environ 150 000 soldats étrangers dont 100 000 américains qui y sont présents ; en août 2013, 87 207 soldats étrangers y sont encore déployés dont 60 000 américains ; enfin au 15 janvier 2014, il reste 58 129 soldats de la Fias dont 38 000 Américains; ces chiffres n'incluent pas les nombreux employés des sociétés militaires privées (2 000 hommes de la firme britannique Saladin, ceux de Blackwater, etc.).
En janvier 2009, le think tank International Council on Security and Development a estimé dans un rapport que les talibans étaient actifs dans environ 72 % du territoire afghan, conclusions contestées par le commandement de l'OTAN. Le site National priorities estime[Quand ?] à plus de 765 milliards de dollars le coût de la guerre (pour le cercle de réflexion CSIS, le chiffre s'élevait déjà à 642 milliards en avril 2013). En juillet 2017, le coût pour le département de la Défense américain est de 841 milliards de dollars si le budget 2018 est voté en l’état.
Cette guerre est particulièrement liée à l'insurrection islamiste au Pakistan et donc à la question de la lutte contre les groupes agissant depuis les régions tribales du Pakistan. Ce conflit est le plus long engagement de l'armée américaine, et le plus coûteux.
Le 31 décembre 2014, l'OTAN met fin à son engagement en Afghanistan après treize ans de guerre et passe le relais à l'armée nationale afghane. Toutefois, la guerre se poursuit jusqu'en 2021, année où Joe Biden annonce le retrait des troupes américaines. Le 30 août 2021, les dernières troupes américaines quittent l'Afghanistan. Les talibans reprennent alors le contrôle du pays. Au lendemain du départ des dernières troupes, Biden annonce le renoncement des États-Unis aux « déploiements militaires majeurs visant à refaire des nations ».
Dans les années qui ont suivi l'invasion de 2001, plus de 5,7 millions de réfugiés sont retournés en Afghanistan,, mais au moment où les talibans sont revenus au pouvoir en 2021, 2,6 millions d'Afghans étaient toujours des réfugiés et 4 autres millions avaient été déplacés à l'intérieur du pays.

## Renversement du régime taliban (2001)

### Événements antérieurs

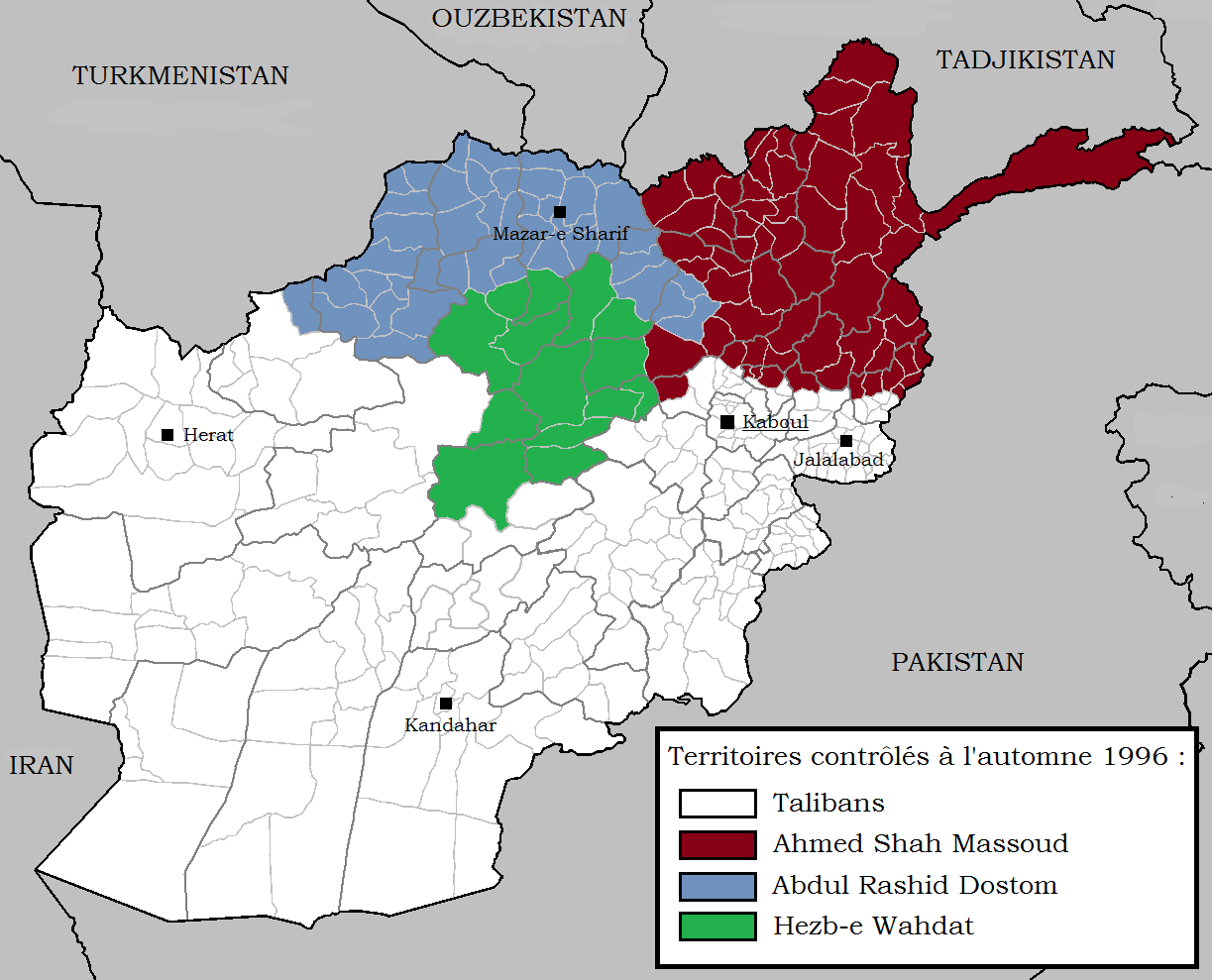
Territoires contrôlé par les parties en conflit en 1996.

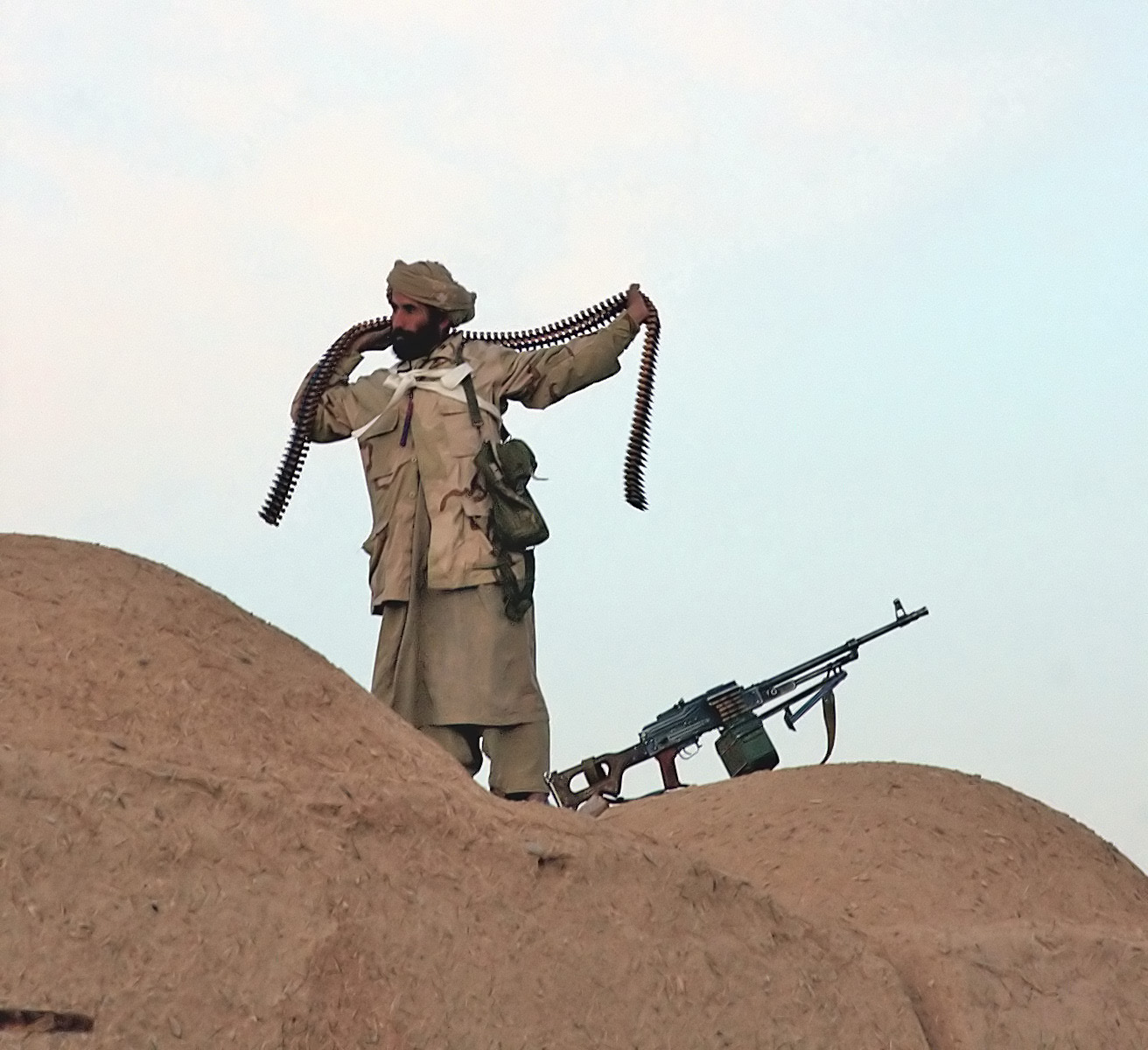
Un milicien de l'alliance du Nord le 1er janvier 2002.

Après la première guerre d'Afghanistan et le retrait de l'Armée rouge en 1989, les moudjahiddin afghans parvinrent à renverser le régime communiste en 1992. Cependant, le partage du pouvoir entre les différents seigneurs de guerre victorieux s'avéra impossible dans la durée. Une violente guerre civile, causée par les différends entre ethnies luttant pour le contrôle des différentes provinces, éclata alors entre les diverses factions. À l'origine (fin 1994), les talibans s'inscrivent dans ce schéma. Cependant, soutenus par les services secrets pakistanais et issus de l'ethnie pachtoune majoritaire d'Afghanistan, ils s'imposent en moins de deux ans dans le sud du pays, dominé par les Pachtounes.
Face à ces progrès, les moudjahiddin non talibans renforcés de quelques autres groupes avaient créé une coalition connue sous le nom d'Alliance du Nord, laquelle ne contrôlait plus en 2001 que la partie nord du pays. À cette époque, le gouvernement taliban est le gouvernement de facto du pays bien que reconnu seulement par le Pakistan, l'Arabie saoudite et les Émirats arabes unis et mis à l'index par l'ONU. En janvier 1998, les talibans ont signé un accord sur la construction d'un gazoduc traversant leur pays avec le consortium CentGas (en) menée par la compagnie américaine Unocal mais la situation politique a fait que cette dernière abandonne le projet le 21 août 1998, au lendemain de l'opération Infinite Reach de représailles après les attentats des ambassades américaines en Afrique. Le président d'Afghanistan mis en place par les Américains, Hamid Karzai, aurait été, à l'époque, consultant pour cette compagnie.
De son côté, l'Alliance du Nord, qui comprend le gouvernement officiellement reconnu par l'ONU, éprouve de grandes difficultés. Militairement, ses forces sont inférieures et elle est divisée entre différentes ethnies, Ouzbeks et Tadjiks notamment. Les liens entre alliés sont donc relativement faibles. Le 9 septembre 2001, le chef de l'Alliance, Ahmad Shah Massoud, est assassiné vraisemblablement par des agents d'Al-Qaïda lors d'un attentat-suicide, affaiblissant encore plus l'Alliance.
La situation change avec les attentats du 11 septembre 2001. En effet, dès le 14 septembre, les États-Unis et le Royaume-Uni désignent ouvertement Oussama Ben Laden comme responsable. Ils préviennent les talibans que leur soutien à Oussama Ben Laden aura des « conséquences » et demandent son extradition. De nombreux pays, alliés des États-Unis, ayant les mêmes intérêts ou craignant de s'attirer une hostilité américaine durable voire de se trouver mêlés aux attentats du 11 septembre, promettent aussitôt leur soutien ou leur concours. Les plus notables, qui arrivent dès le 12 septembre, sont le Pakistan dont le président annonce un « soutien illimité à la lutte contre le terrorisme », l'OTAN, le Conseil de Sécurité de l'ONU et les ministres des finances du G7. Des discussions américaines ont également lieu avec la Russie et la Chine le 13 septembre. Le même jour, le conseil OTAN-Russie déclare son intention de lutter contre le terrorisme. Le Premier Ministre australien déclare le 14 septembre que les accords défensifs de l'ANZUS peuvent s'appliquer tandis que les 19 pays membres de l'OTAN se déclarent solidaires des États-Unis. Le 19 septembre, c'est le tour de l'OEA de déclarer les accords de défense de cette organisation applicables. Enfin, le 24 septembre, le pape Jean-Paul II reconnaît un droit à la légitime défense aux États-Unis. Ainsi, en quelques jours, les États-Unis sont assurés d'un large soutien international leur laissant la possibilité de riposter.
Cependant, le soutien le plus important se traduit le 18 septembre 2001 par la demande du Conseil de sécurité des Nations unies envers les talibans d'appliquer la résolution no 1 333 et l'extradition d'Oussama Ben Laden devant les autorités compétentes.
Le même jour, les talibans repoussent les premières demandes d'extradition et appellent à la réunion d'une assemblée de religieux musulmans pour décider du sort d'Oussama Ben Laden. Le 20, ce conseil demande au chef d'Al-Qaïda de quitter l'Afghanistan. En revanche, les talibans annoncent qu'ils répliqueront à toute attaque des États-Unis. Enfin, le 21 septembre, l'ambassadeur taliban au Pakistan déclare que son pays ne livrera pas Ben Laden sans que lui soient fournies des preuves de son implication dans les attentats.
Dans le même temps, l'armée américaine commence des missions de reconnaissance en Afghanistan. Un drone est ainsi perdu (peut-être abattu) le 22 septembre. Le même jour, les combats reprennent entre l'Alliance du Nord et les forces talibanes. Les premiers obtiennent deux jours plus tard l'assurance d'un soutien accru de la Russie. Les Américains revendiquent toutefois le contrôle des opérations, refusant à l'ONU le droit de les surveiller, tandis qu'ils promulguent un amendement[pas clair] empêchant les soldats américains d'être déférés devant la Cour pénale internationale.
Les menaces américaines et britanniques contre les talibans se font alors plus pressantes début octobre alors que les premières unités militaires gagnent la région (discours de George Bush ou de Tony Blair le 2 octobre). De plus, les Anglo-américains préparent un éventuel nouveau régime en entamant des discussions avec l'ancien, et âgé, roi d'Afghanistan Mohammed Zaher Chah. Le 5, le gouvernement pakistanais se déclare également convaincu de l'implication d'Oussama Ben Laden dans les attentats. Les opérations militaires commencent deux jours plus tard, le 7 octobre 2001, et le lendemain, le ministre Donald Rumsfeld annonce que la guerre se poursuivra jusqu'à la « destruction des réseaux terroristes ».

### Forces en présence

#### Forces talibanes
Les forces talibanes comptent environ 35 000 hommes. Elles sont renforcées par de nombreux volontaires étrangers, dont environ 9 000 à 10 000 Pakistanais et 500 à 600 Arabes. Elles disposaient d'une centaine de chars d'assauts de modèles anciens (T-55) voire archaïques (T-34/85) et d'environ 200 pièces d'artillerie. Le corps d'artillerie regroupe les meilleurs éléments de leurs forces. Enfin, la défense anti-aérienne apparaît comme très largement insuffisante. Dans l'ensemble, le commandement est moyen, avec des frictions entre unités de différentes nationalités, même si les talibans ont largement innové depuis les années 1996-1998 par rapport à leurs adversaires. De plus, peu de soldats talibans ont alors une réelle expérience des formes de guerre occidentales.

#### Forces de la coalition

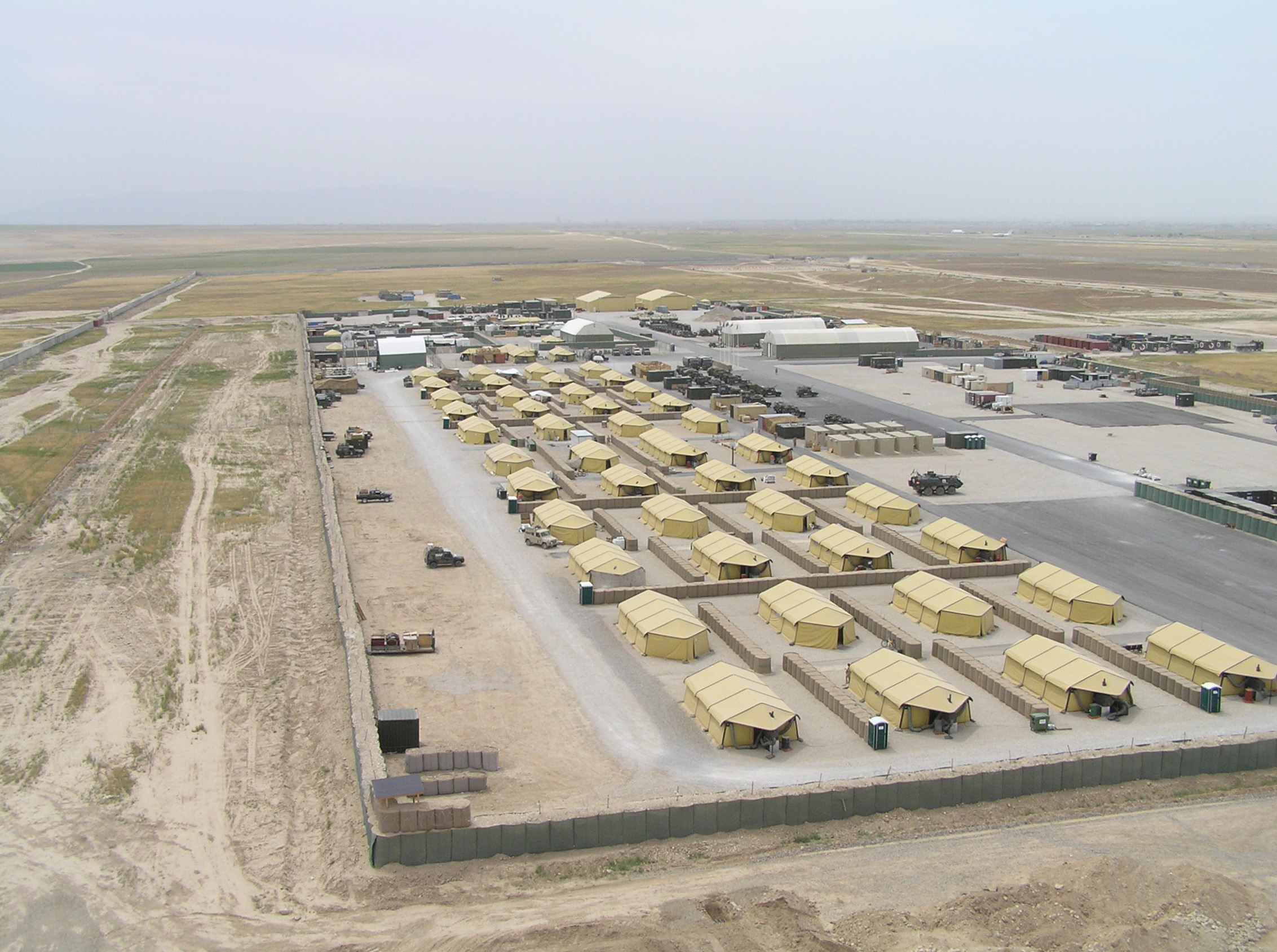
Le est une caserne de la Force internationale d'assistance et de sécurité construite en 2006 pour assurer une présence militaire internationale dans le pays. Elle est utilisée principalement par la Bundeswehr.

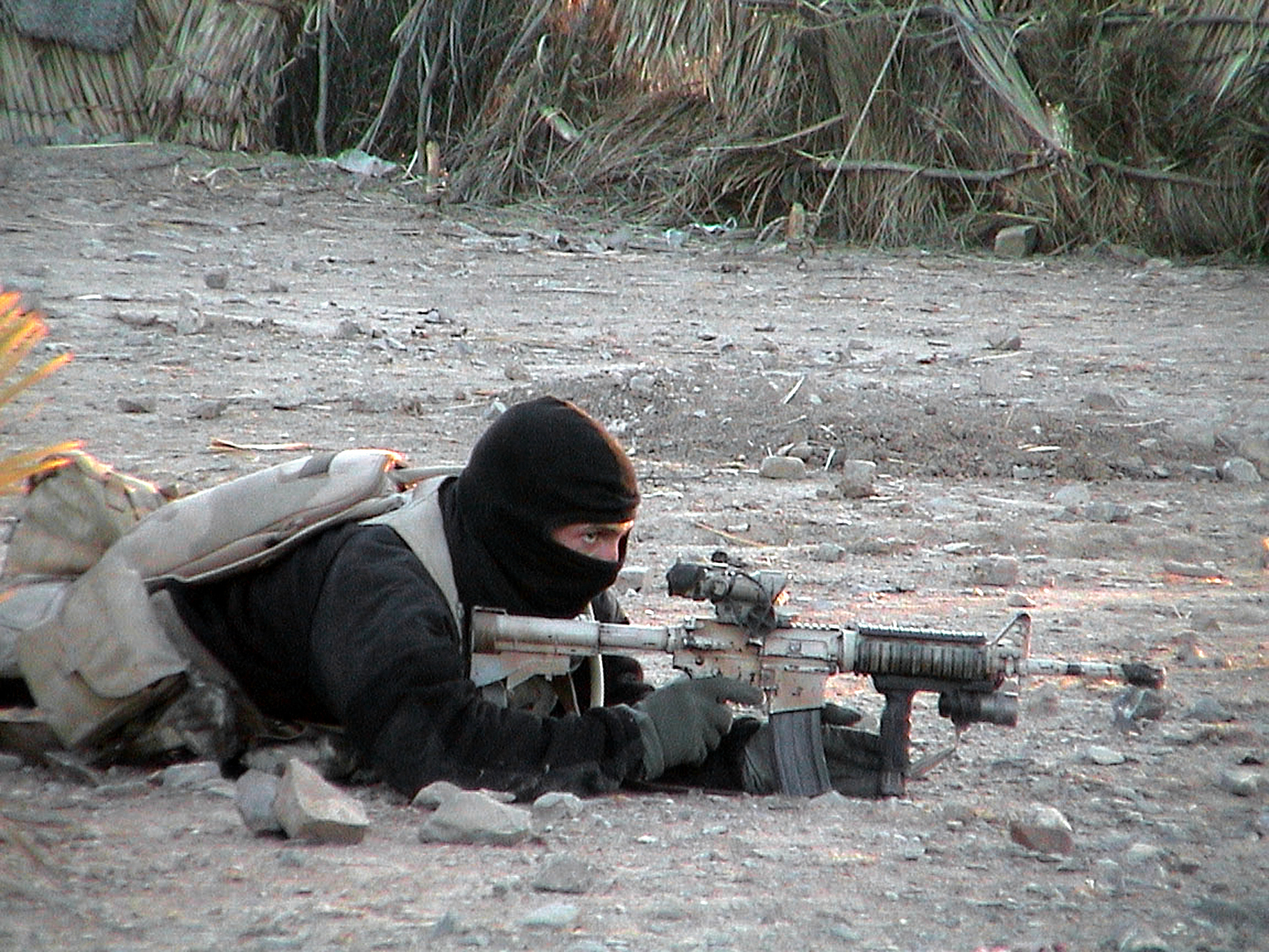
Navy SEAL, janvier 2002, Afghanistan

Les forces occidentales engagées dans l'offensive d'octobre-novembre 2001 sont presque essentiellement fournies par les Américains et les Britanniques. Cependant, en raison de la distance séparant ces pays de l'Afghanistan, la majorité des unités terrestres ne fut déployée que progressivement. Les Américains nomment cette opération d'abord « Justice sans limites » (Opération Infinite Justice) puis optent pour le moins agressif « Liberté Immuable » (Opération Enduring Freedom), avec comme but officiel de lutter contre le « terrorisme international » et ses soutiens : cette distinction prendra son importance après le renversement du gouvernement taliban, les unités chargées de la « guerre contre le terrorisme » échappant au commandement de la FIAS qui doit, pour sa part, aider à reconstruire le pays en stabilisant le nouveau régime.
Outre plusieurs bataillons de la 10e Division de Montagne américaine, 200 hommes des « Royal Marines Commandos », une centaine d'agents de la CIA et environ 300 hommes des Forces spéciales américaines sont présents dès le début. Une centaine d'hommes des Forces spéciales allemandes seront envoyés sur place vers décembre. deux porte-avions américains, le Carl Vinson et l'Enterprise sont mobilisés, ainsi que quatre navires de surface américains lance-missiles, onze navires britanniques, et deux sous-marins, un américain et un britannique. Plusieurs bombardiers lourds sont aussi utilisés. Le 17 novembre 2001, le premier ministre Lionel Jospin annonce l'envoi du porte-avions Charles de Gaulle et de son groupe aéronaval constitué de deux frégates, d'un pétrolier ravitailleur, d'un sous-marin, d'un aviso en mer d'Arabie au large du Pakistan. Le groupe appareille le 1er décembre 2001 pour une mission qui va durer sept mois jusqu'au 1er juillet 2002.

#### «Front uni» anti-taliban

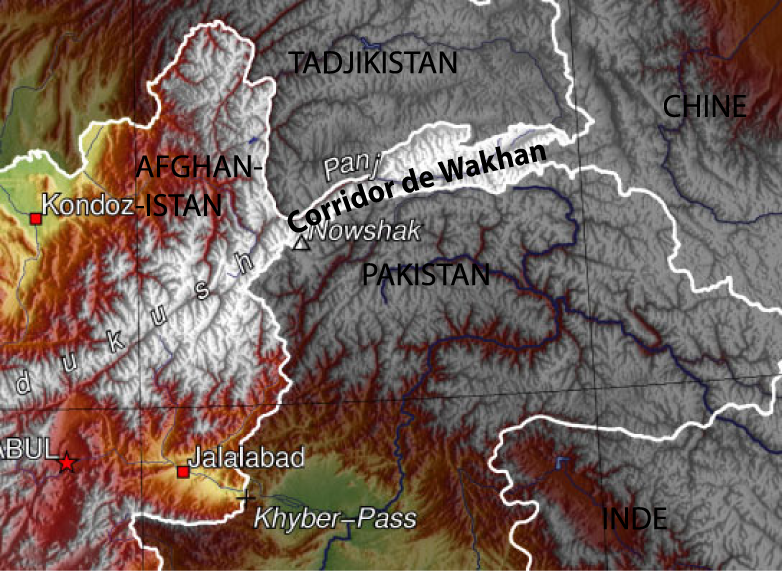
Le corridor du Wakhan, entre le Pakistan et le Tadjikistan, relie l'Afghanistan à la Chine.

Le Front uni islamique et national pour le salut de l'Afghanistan, plus connu sous le nom d'Alliance du Nord, tient début septembre 2001 5 % du territoire afghan principalement dans le nord-est du pays et les environs de Herat dans l'Ouest du pays. Officiellement dirigé par l'ancien président Burhanuddin Rabbani, il constitue la principale organisation anti-taliban mais regroupe en fait des alliés assez disparates :
- Jamiat-e Islami : mouvement tadjik commandé par Mohammed Fahim Khan, successeur du général Massoud. Cependant, ce mouvement comprend des forces qui échappent largement à sa direction. Les principales de ces forces autonomes sont celles d'Ismail Khan dans l'Ouest du pays et plus encore celles du pachtoune Gulbuddin Hekmatyar[57].
- Junbish-e-Milli-yi Islami : mouvement ouzbek dirigé par le général Dostom[57].
- Hezb-e-Wahdat : mouvement hazara, une ethnie chiite, commandé par Karim Khalili et Mohaqiq[57].

Jusqu'au 11 septembre, ces mouvements étaient soutenus par l'Iran, la Russie et le Tadjikistan. Ils peuvent alors aligner environ 15 000 hommes appartenant en propre à l'Alliance du Nord équipé de dizaines de blindés T-55 et BMP-1 livré par la Russie durant l'été 2001 mais ils bénéficieront de nombreux changements de camps qui augmenteront leurs effectifs et des différentes poches de résistance dans le centre du pays.

### Offensive d'octobre-décembre 2001

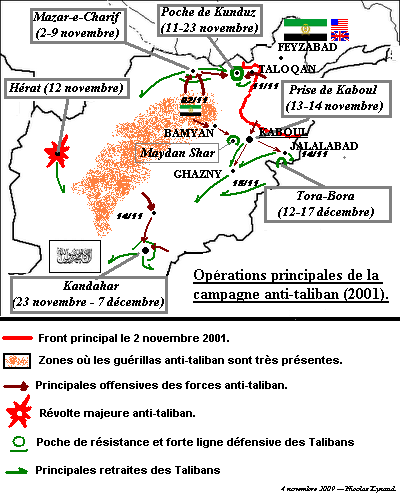
Opérations majeures de la campagne anti-taliban de 2001.

L'offensive anglo-américaine débute le 7 octobre 2001 par une série de bombardements aériens et de tirs de missiles de croisière, tandis que des troupes des Forces spéciales américaines entrent en contact avec les unités de l'Alliance du Nord à partir du 19 octobre (précédés par des équipes de la CIA à partir du 27 septembre). Dans la nuit de 19 au 20 octobre, les raids sur Rhino et Gecko sont la première grande opération impliquant des forces terrestres américaines. Le 3 novembre une offensive est lancée sur Mazar-e-Charif, qui tombe, avec l'aide des forces du général Abdul Rachid Dostom, le 9 novembre. Le 14 novembre, Kaboul tombe sans combats alors que le nord-ouest du pays se révolte contre les talibans (soulèvement d'Hérat le 12). La Coalition fait alors le siège de Kunduz, qui se rend le 23 novembre. 8 000 prisonniers y sont faits et beaucoup mourront à la suite de diverses exactions (mauvais traitements, exécutions sommaires, disparitions à la suite des interrogatoires, etc.). La veille, la bataille de Kandahar a commencé. Après négociations, les talibans remettent la ville aux hommes de Hamid Karzai (le futur président) et de Sharzaï le 7 décembre.
Les derniers combats de 2001 ont lieu lors de la bataille de Tora Bora jusqu'au 17 décembre. D'intenses bombardements causent de lourdes pertes aux combattants d’Al-Qaïda qui y sont réfugiés, mais les troupes américaines ne sont pas assez nombreuses pour encercler le massif montagneux et Oussama ben Laden, présent sur les lieux, réussit à fuir au Pakistan.

### Prise de Kaboul et problèmes de succession

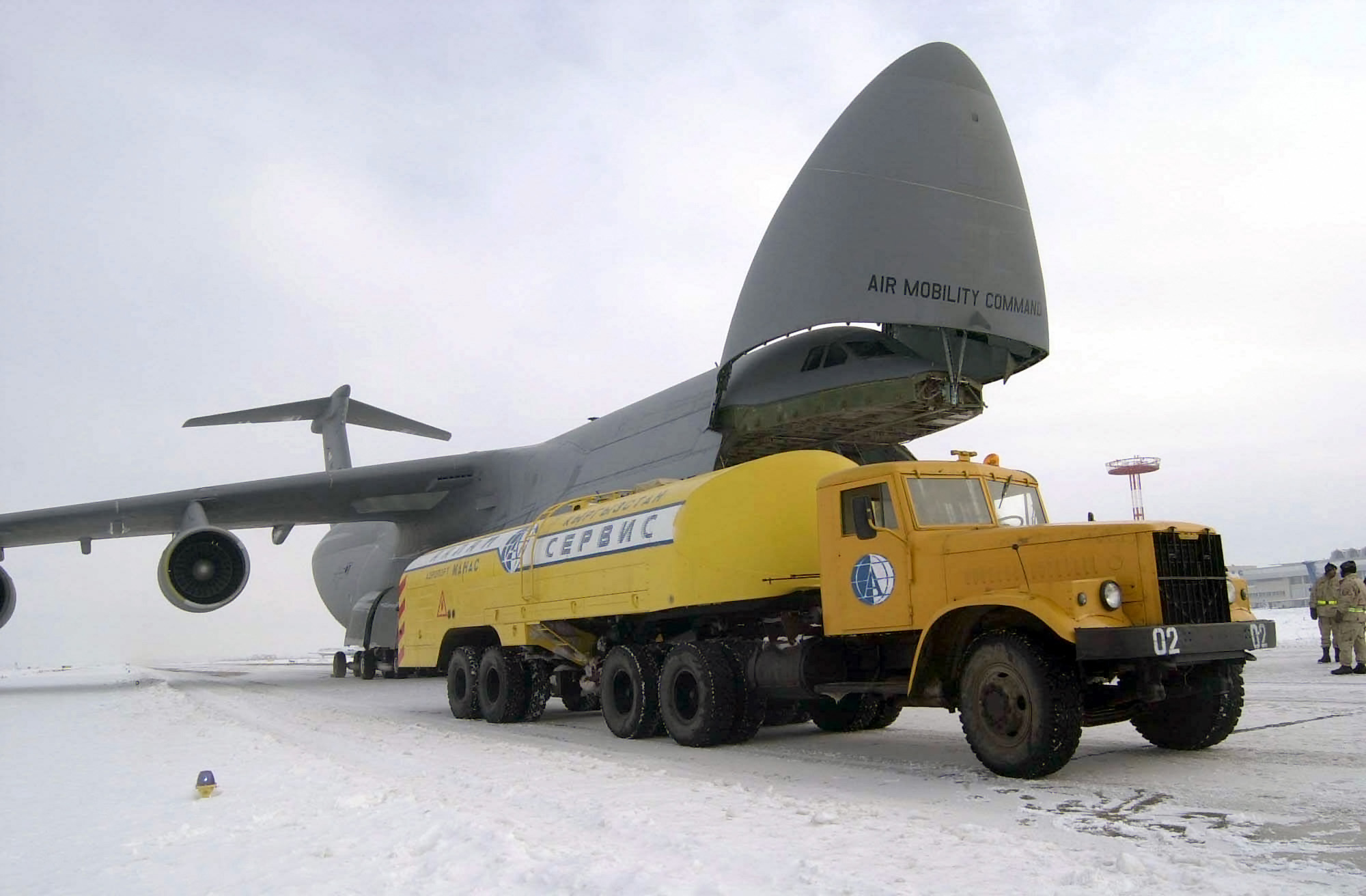
Plein de fuel d'un avion cargo C-5 Galaxy à la base aérienne de Manas (Kirghizstan), en provenance de la base aérienne de Ramstein, en Allemagne. Manas est le premier hub aérien de l'FIAS, du moins jusqu'à sa fermeture annoncée en 2009. Après négociations, la base fut renommée « centre de transit », et le contrat de location, renouvelé un an, élevé de 17 à 60 millions de dollars par an.

La chute de Mazar-e-Charif le 9 novembre 2001 apparaît comme le véritable tournant de la première partie de la guerre. Elle galvanise les « Tadjiks de l’Est », dont l’avancée vers Kaboul est accélérée par le repli des talibans vers la région de Kandahar sous les ordres du mollah Omar. Washington tente cependant, avec l'aide de l'ex-roi Zaher Shah de freiner la progression des « Tadjiks de l’Est », le temps de négocier la démilitarisation de la capitale et la répartition des pouvoirs entre les différentes ethnies, notamment les Pachtounes, majoritaires dans le pays. Les tadjiks prennent cependant possession de Kaboul sans réels combats le 13-14 novembre.
Cinq semaines après le début des opérations militaires, le régime des talibans est renversé. Plusieurs milliers de talibans ont été tués ou faits prisonniers tandis que 3 700 civils ont péri dans les combats [réf. nécessaire]. Début novembre 2001, différents pays — parmi lesquels les Pays-Bas, l’Allemagne et le Japon — annoncent, à la demande des États-Unis et du Royaume-Uni, qu’ils vont eux aussi apporter une aide militaire ou financière. Depuis la fin octobre, l'Australie avait déjà envoyé un détachement des Forces spéciales (Special Forces Task Group) et des avions, opérant à partir de la base aérienne de Manas (Kirghizistan) dans le cadre de l'opération Slipper. L'Australie retire ses forces spéciales en décembre 2002, avant de les re-déployer en 2005.

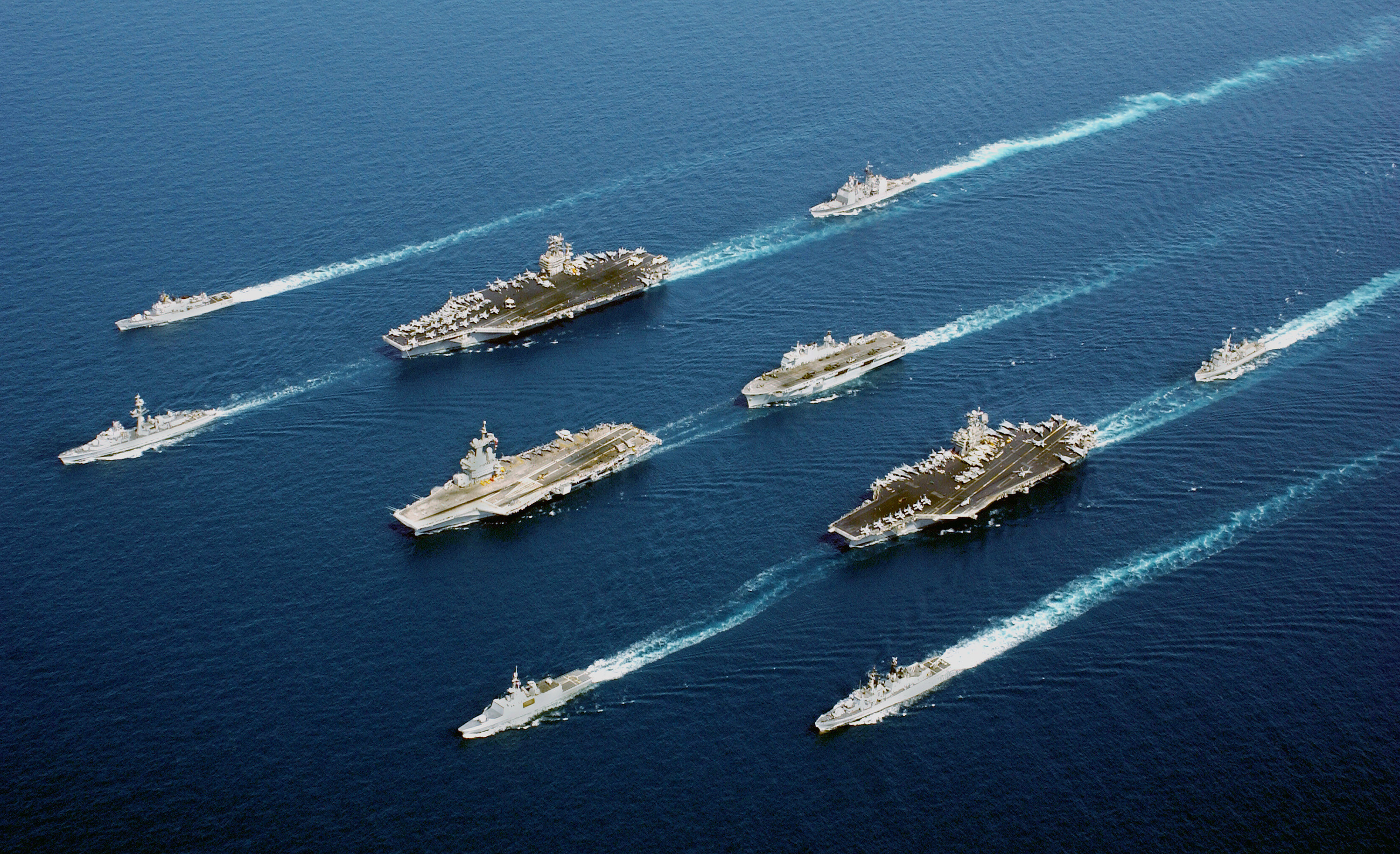
Bâtiments de 5 nations engagées dans l'opération Enduring Freedom en mer d'Arabie. En quatre colonnes, d'en haut à gauche à en bas à droite : Maestrale, De Grasse,,, Charles de Gaulle,, Surcouf,, Van Amstel et Luigi Durand de la Penne (18 avril 2002).

## Guérilla (2001-2021)

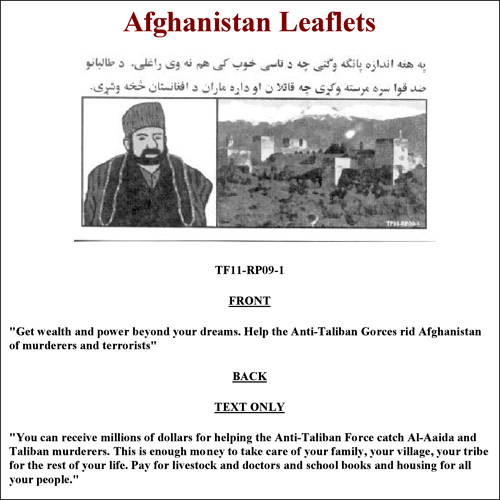
Prospectus de 2006 invitant la population afghane à dénoncer les talibans. Le texte évoque la richesse obtenue par la mise à prix, et la photo est celle de l'Alhambra de Grenade, dont le souvenir est vivace dans la civilisation islamique.

### Effectifs déployés et organisation

#### Forces américaines et coalisées

##### Force internationale d'assistance et de sécurité (FIAS)
Fin 2001, les talibans ne contrôlaient plus que quelques territoires au sud-est et au nord-est du pays. L'OTAN accepte alors de s'engager sur le théâtre afghan avec la création et l'envoi de la FIAS (ISAF en anglais). Cette force est placée sous le commandement de l'OTAN. Dans les faits, le commandement tourne régulièrement d'un pays à un autre de 2001 à 2006 : Royaume-Uni, Turquie (juin 2002 - janvier 2003), Allemagne/Pays-Bas (février - août 2003), Canada, France, Turquie, Italie et de nouveau Royaume-Uni. Depuis 2007, le commandement a été repris par les États-Unis. La FIAS est mandatée par l'ONU (résolutions 1386, 1413, 1444 et 1510).
| Date              | Effectif |
| ----------------- | -------- |
| 2001              | 5 000    |
| décembre 2004     | 8 000    |
| 10 février 2005   | 8 500    |
| 18 septembre 2005 | 10 500   |
| 31 juillet 2006   | 19 000   |
| 5 octobre 2006    | 31 000   |
| 4 avril 2008      | 47 000   |
| 6 octobre 2008    | 51 000   |
| 4 avril 2009      | 60 000   |
| 15 septembre 2009 | 64 500   |
| 1er octobre 2009  | 67 700   |
| 22 octobre 2009   | 113 000  |
| janvier 2011      | 140 000  |
| 17 avril 2012     | 132 381  |
| 19 février 2013   | 100 330  |
| 1er août 2013     | 87 207   |
| 15 janvier 2014   | 58 129   |

La FIAS est divisée en cinq commandements :
- Le Commandement Nord sous la direction de l'Allemagne (5 400 hommes au 15 septembre 2009, 4 818 hommes au 17 avril 2012[36], 4 400 hommes au 19 février 2013)[65] qui comprend notamment les villes de Mazar-e-Charif et Fayzabad.
- Le Commandement Ouest sous la direction de l'Italie (3 400 hommes au 15 septembre 2009, 3 952 hommes au 17 avril 2012[36], 3 067 hommes au 19 février 2013)[65] qui comprend principalement Hérat.

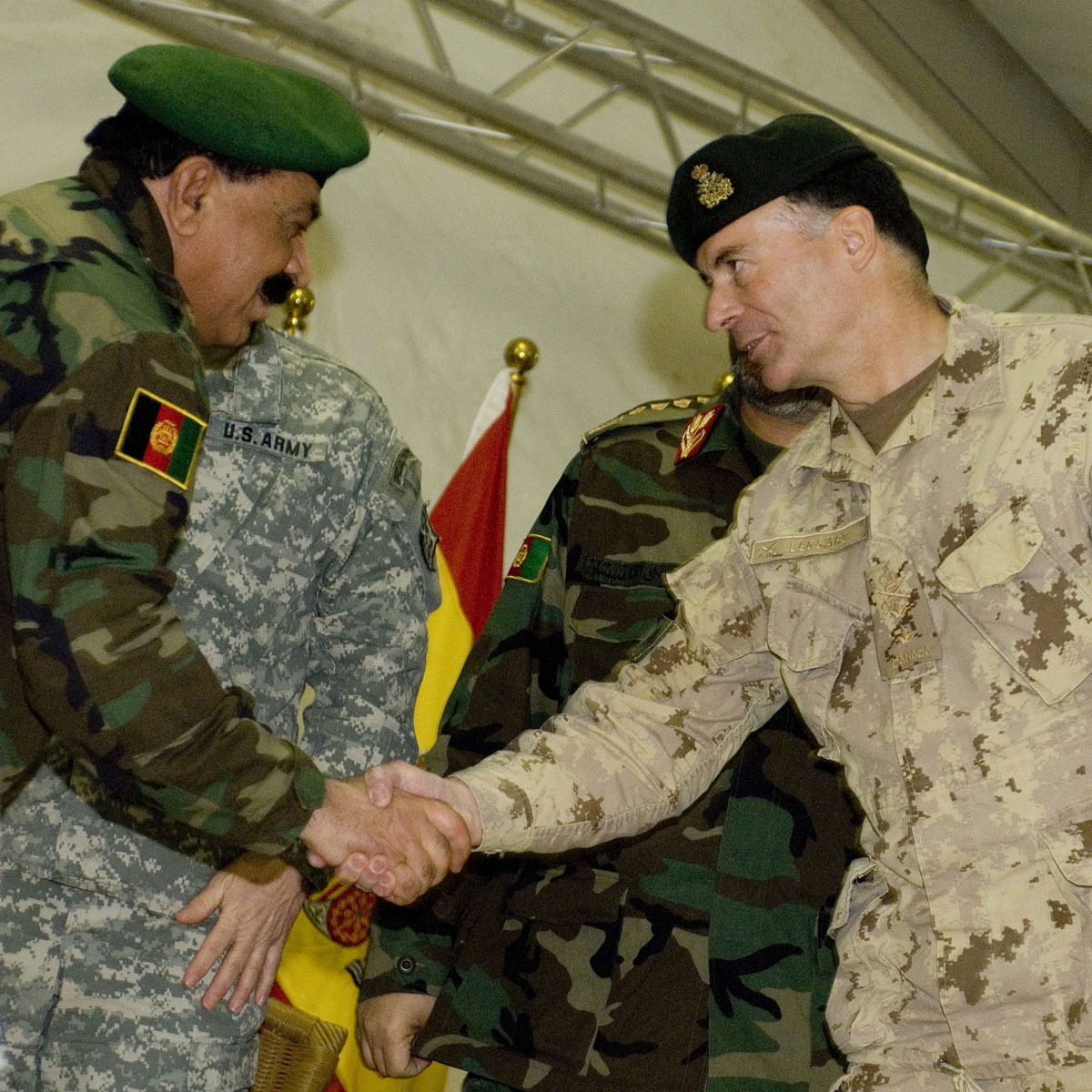
Le major-général canadien Marc Lessard prend le commandement sud des troupes de la coalition de l'Afghanistan le 2 février 2008.

- Le major-général canadien Marc Lessard prend le commandement sud des troupes de la coalition de l'Afghanistan le 2 février 2008.Le Commandement Sud sous la direction du Royaume-Uni et du Canada[67] (29 400 hommes au 15 septembre 2009, 12 422 hommes au 17 avril 2012, 9 950 hommes au 19 février 2013)[65] qui regroupe notamment les provinces d'Helmand et de Kandahar.
- Le Commandement Est sous la direction des États-Unis (19 900 hommes au 15 septembre 2009, 68 000 hommes au 19 février 2013)[65] qui comporte les villes de Ghazni, Bâmiyân et Jalalabad, ainsi que les régions montagneuses frontalières du Pakistan.
- Le Commandement de la Région capitale sous la direction de la France (6 400 hommes au 15 septembre 2009, 3 402 hommes au 17 avril 2012[36])[65] centré autour de Kaboul.

##### OpérationLiberté Immuable
Parallèlement à la FIAS, les Américains ont maintenu l'opération Liberté Immuable, initialement destinée à la lutte contre les réseaux terroristes. Cette opération est sous leur commandement propre. Elle compte 17 000 hommes le 10 février 2005.

##### Bases principales des États-Unis et de la FIAS
En 2008, les forces des États-Unis et la FIAS s'appuient sur un réseau de grandes bases implantées principalement dans le Sud et dans l'Est du pays. Ces bases sont :
- Au Nord : Mazar-e-Charif, Kunduz, Baghman et Faizabad[68].
- À l'Ouest : Hérat, Qala-e-Nao et Chakcharan[68].
- Au Sud : Farah, Lachkargah, Kandahar et Qalat[68].
- À l'Est et autour de Kaboul : Bagram, Bamyan, Kaboul, Charikar et une autre base dans la province de Parwan, deux bases dans le Nouristan, Asadabad, Jalalabad, Mayden, Baraki, Ghazny, Charana, Gardez et Khost[68].

De plus, les États-Unis disposent de bases et de facilités logistique au Pakistan sur les bases et ports de Pasni, de Acobabad, de Shamsi et de Dalbandin.

##### Sociétés militaires privées
Comme en Irak, la Coalition recourt aux sociétés militaires privées (SMP) qui peuvent déployer de nombreux mercenaires et agents de sécurité (20 000 en 2007, 28 000 en mars 2008). Leur mission principale réside dans la protection stationnaire des enceintes et des bâtiments, la protection mobile des convois et la protection personnelle, des clients d’États aux clients d’organismes internationaux en passant par les ONG. Certains pays, comme le Canada, utilisent aussi les mercenaires de ces sociétés (souvent des soldats expérimentés issus de corps d'élite) pour entraîner leurs propres troupes. Ainsi, Ottawa a utilisé les services de Blackwater. Le Canada a dépensé en 2006-2007 près de 15 millions de dollars (sur un budget de sécurité de 29,9 millions) auprès des SMP pour protéger son personnel. Il faut noter que certaines sociétés de mercenaires sont d'origine afghanes comme dans la vallée de Korangal, où se trouve le camp militaire Firebase Phoenix, et où un contrat de 2 millions de dollars a été passé en août 2009.
Certaines de ces firmes disposent en Afghanistan d'un important contingent d'hommes. À elle seule, la firme Saladin (ex-KMS) alignait par exemple près de 2 000 hommes en Afghanistan vers la fin 2007, chiffre comparable à la participation de nombreux États activement engagés dans la Coalition.
Le rôle des sociétés militaires privées, déjà décrié en Irak, l'est aussi en Afghanistan. Plusieurs incidents impliquant des mercenaires ont entraîné des morts et blessés civils. Par exemple, à Kaboul, des hommes engagés par Paravant, filiale de Blackwater tue un Afghan et en blesse deux autres en mai 2009,.

##### Armée et police afghanes

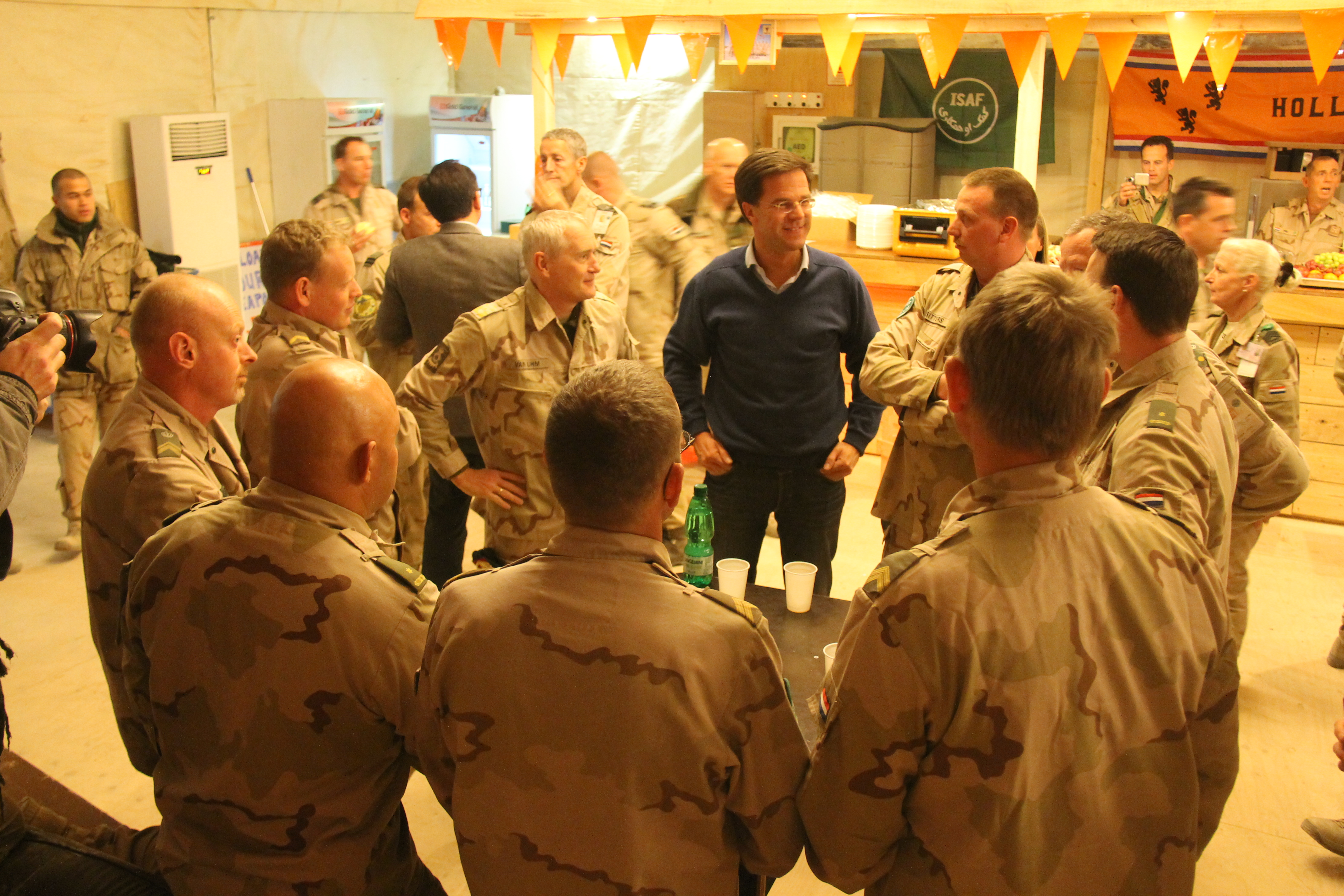
Le Premier ministre des Pays-Bas Mark Rutte à Kunduz en 2011. Il rend visite à des entraîneurs néerlandais de la police afghane.

En septembre 2009, la police afghane compte 84 000 hommes et l'armée nationale afghane, entraînée par l'OTAN, aligne un peu moins de 94 000 hommes à la fin septembre 2009, puis 175 000 hommes en février 2013. Son ordre de bataille le 1er octobre 2009 est le suivant :
- 5 corps d'armée : le 201e (Kaboul), le 203e (Gardez), le 205e (Kandahar), le 207e (Hérat) et le 209e (Mazar-e-Charif)[75].
- 1 division chargée de la capitale[75].
- 1 corps aérien (Kaboul)[75].

En octobre 2010, les effectifs de l'armée afghane sont portés à 140 000 personnes, vers juin 2011, l'armée afghane devrait compter 171 600 militaires et ses effectifs pour le futur devraient atteindre 240 000 personnes. La police afghane comprend en octobre 2010 109 000 policiers et devrait atteindre jusqu'à 240 000 hommes.
Cependant, l'armée afghane doit faire face à de sérieuses difficultés qui limitent ses capacités, principalement la désertion des soldats, en particulier dans les unités de combat. La situation est même catastrophique au cours des premières années, puisque sur les 25 000 hommes recrutés de 2003 à 2005, 18 000 ont déserté. Par la suite, des progrès sont réalisés, mais le nombre de soldats qui quittent l'armée par désertion ou non-réengagement demeure très important. En effet, 25 % des effectifs des unités susceptibles d'aller au feu ont dû être remplacés en 2009. Cela nuit aux unités déjà formées qui perdent de leur expérience et contrarie les efforts américains pour augmenter les effectifs de l'armée afghane.
De plus, l'armée et la police doivent faire face aux tentatives d'infiltration menées par la guérilla. Par exemple, le 3 novembre 2009, dans le district de Nad-e-Ali, un policier afghan tue cinq soldats britanniques et deux soldats afghans avant de prendre la fuite,.
Selon les objectifs de l'OTAN, les forces de sécurité afghanes doivent compter 227 374 soldats et 124 626 policiers. Cependant en août 2019, l'Inspecteur général spécial pour la reconstruction de l'Afghanistan (SIGAR) conclut, en prenant en compte les seules données biométriques, que l'armée et la police comptent de nombreux « soldats fantômes ». Selon le SIGAR, à cette date l'Armée nationale afghane compte en réalité 180 869 hommes et la Police nationale afghane 91 596.

#### Forces talibanes et alliées

##### Organisation politique
Les forces talibanes sont théoriquement dirigées par le mollah Omar et un conseil de direction nommé Rahbari Shura mis en place en 2003. Ce conseil était, à l'origine, composé de dix hommes : Akhtar Mohammad Osmani, Akhtar Mohammad Mansour, Djalâlouddine Haqqani, Hâfez Aboul Madjid, Saif-ur Mansour et les mollah Dadullah, Mohammad Rasoul, Beradar et Abdorrazzaq Nafez. Le mollah Omar y dispose également d'un représentant permanent en la personne de Obaidullah Akhund. Sa position est également renforcée par le fait que les principaux chefs de l'islamisme international le reconnaissent comme chef de leur résistance en Irak et en Afghanistan. Cependant, dans les faits, le commandement passe par l'envoi d'émissaires, diplomatiques ou militaires, aux différents groupes de guérilla.
Ce conseil de direction voit sa composition évoluer en fonction des pertes (Akhtar Mohammad Osmani, le mollah Dadullah par exemple) et surtout des nouvelles nominations. En effet, il passe de dix à douze membres, puis à dix-huit et enfin trente-trois. Cette extension montre les besoins d'équilibre et d'organisation face à l'expansion de la guérilla.
En octobre 2006, un second conseil a été mis en place, toujours par le mollah Omar. Il se nomme Majlis al-Shura et se compose de treize membres, tous déjà présents dans le Rabhari Shura. Les attributions de ce conseil sont cependant encore mal connues.
La dernière structure de direction mise en place par la guérilla talêb est un gouvernement « de l'ombre » dont les pouvoirs sont aussi peu connus. Il semblerait que Haji Obeidullah y joue le rôle de ministre de la Défense et que le mollah Abdul Ali y soit ministre des questions religieuses.
Depuis 2005, les talibans ont aussi multiplié les contacts avec les seigneurs de guerre afghans et ont noué une alliance contre le gouvernement Karzai avec deux importants groupes, hostiles l'un vis-à-vis de l'autre, mais en lutte contre les Américains et le nouveau gouvernement. Ces groupes sont le Hezb-e-Islami de Hekmatyar et le groupe ultraorthodoxe dirigé par Mohammed Younès Khalid. En 2010, les affrontements entre talibans et forces du Hezb-e-Islami Hekmatyar ont repris sur certains points.

##### Organisation militaire
À la fin de l'année 2008, les forces de la guérilla sont organisées selon trois grands fronts actifs se recouvrant partiellement et disposant de bases arrière au Pakistan :
- Front Nord recouvrant les provinces du Nouristan, de Kunar, de Nangharar, de Laghman et une partie de celle de Kapissa. Les mouvements présents sont le Hezb-e-Islami de Gulbuddin Hekmatyar, le Hezb-e-Islami Khalis, les talibans et Al-Qaïda[68].
- Front Central recouvrant également les provinces de Kunar et de Nangharar mais s'étendant aussi aux provinces de Khost, de Paktika et de Paktia. Les mouvements présents sont les forces de Haqqani et Al-Qaïda[68].
- Front Sud, le plus étendu, est mené par les talibans et Al-Qaïda. Il recouvre les provinces du Sud (Nimroz, Helmand, Kandahar, Zaboul et d'Ourouzgan), de l'Est (Nouristan, Laghman et Nangharar) et la région de Kaboul (Parwan, Kapissa, Logar, Ghazny et Wardak)[68].

De plus, il existe à la même période des fronts plus limités autour des principales villes du Nord du pays :
- À 50 km au sud d'Hérat[68].
- Autour de Maymana[68].
- Autour de Mazar-e-Charif[68].
- Autour de Baghlan[68].
- Autour de Faizabad[68].

Le commandement militaire des talibans se divise en quatre zones (Kaboul, Sud, Sud-est et Est) sous la direction d'un commandement général. Les commandements de zone incluent des commandements de province et de district.
Sur le terrain, les groupes de la guérilla comprennent généralement de cinq à cinquante hommes. Les commandants de ces unités peuvent recruter des combattants locaux non membres d'un autre groupe. Cette dernière règle permettant d'éviter les frictions entre groupes et l'émergence de grands groupes semi-autonomes dont le chef pourrait s'ériger en seigneur de guerre. Les communications sont assurés par des messagers. Les téléphones satellitaires ont été utilisés en début de conflit mais ont été rapidement abandonnés vu la maitrise américaine en matière d'écoute.

##### Soutien apporté par la Russie aux Talibans
En janvier 2025, le média indépendant russe The Insider (en collaboration avec Der Spiegel) révèle que la Russie, via ses services de renseignement militaire (GRU), aurait financé et soutenu les Talibans et d'autres groupes armés afghans. Des coursiers afghans, récompensés à la fin de la guerre par l'octroi de la citoyenneté russe, sont chargés de transporter des sommes d'argent en dollars, remis en échange de l'élimination de soldats américains, de la coalition ou de l'armée afghane. L'opération, menée par des officiers sous l'autorité de l'unité 29155, est notamment à l'origine du financement de l'attaque contre la base aérienne de Bagram (en) en décembre 2019. Au total, plusieurs dizaines de millions de dollars ont été versés aux groupes islamistes au moins à partir de 2015, notamment afin qu'ils ciblent en priorité les troupes américaines, malgré les « risques plus élevés ».

### Les accords de Bonn (décembre 2001)
Plusieurs loya jirga concurrentes sont mises en place, dont l'une à Rome autour de l'ex-monarque Mohammed Zaher Chah, l'autre à Chypre autour de Homayoun Jarir, beau-fils du seigneur de guerre Gulbuddin Hekmatyar, et enfin une troisième en Allemagne. Celle-ci, réunissant deux douzaines de dirigeants afghans sous l'égide de l'ONU, parvient à négocier les accords de Bonn de décembre 2001, qui prévoient la formation d'un gouvernement intérimaire, à la tête duquel se trouve Hamid Karzai. Celui-ci possède alors un contrôle limité sur la majorité du territoire. Les accords prévoient aussi la convocation de loya jirgas ultérieures, afin de décider d'un gouvernement transitionnel qui sera formé en juin 2002 (et qui reconduit Karzai dans ses fonctions), et d'une Constitution, préparée par une commission nommée en octobre 2002. Enfin, les accords prévoient l'établissement d'une Cour suprême.

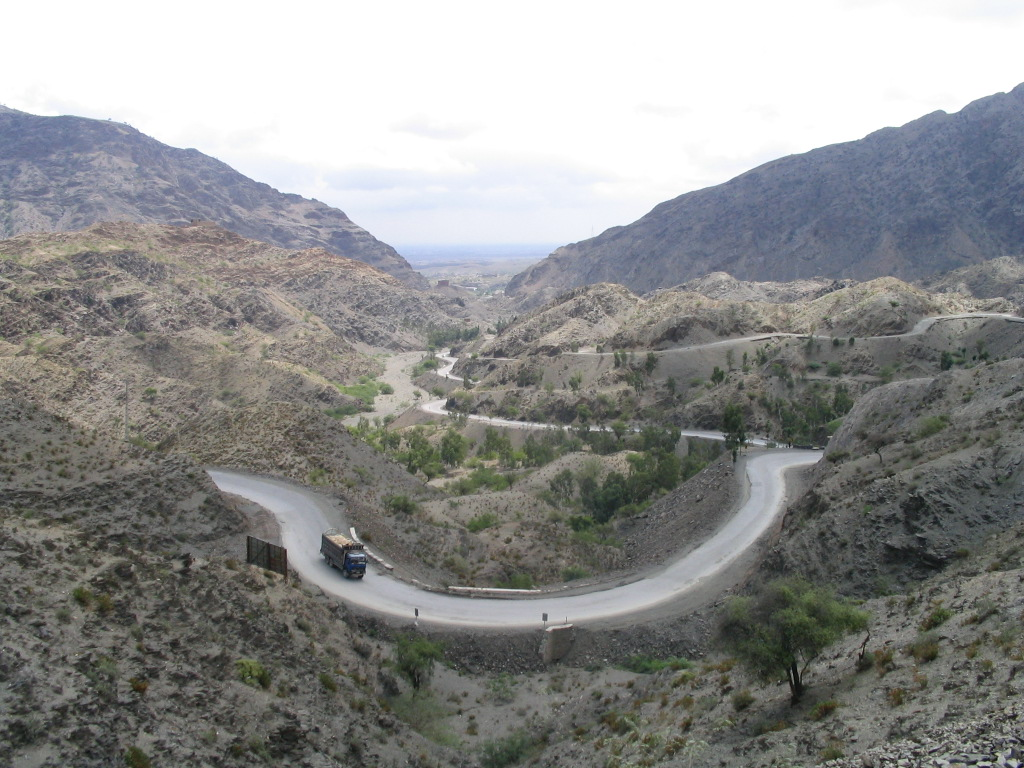
La passe de Khyber, l'une des principales voies d'approvisionnement militaire des forces de l'FIAS depuis le Pakistan, qui mène à Kaboul. L'autre voie part de la base militaire américaine de Jacobabad et rejoint Kandahar en passant par le Baloutchistan.

### Organisation du nouveau gouvernement et guérilla de basse intensité (2001-2004)
De 2001 à 2004, le gouvernement central et les forces de la Coalition font face à une faible guérilla de la part des néo-talibans et des groupes hostiles au nouveau régime, tandis que Kaboul ne parvient guère à contrôler les différents seigneurs de guerre dans l'arrière-pays.
Les États-Unis engagent donc l'opération Anaconda dans la province de Paktia début mars 2002. Après un premier repli des talibans, ceux-ci font l'objet d'une nouvelle offensive d'avril à juillet 2002 (opération Jacana). Les dernières forces organisées d'importance dont disposaient les talibans sont ainsi détruites ou contraintes de se replier dans des zones sûres du Waziristan.
Un processus ardu de désarmement est mené par Kaboul en échange de l'intégration des seigneurs de guerre dans une armée nationale multiethnique,. L'accord d'avril 2003 reconnaît aussi l'existence d'un «gouvernement central fort». Kaboul tente ainsi de diviser les seigneurs de guerre. Dans le même temps, le gouvernement intérimaire tente à partir de septembre 2002 d'empêcher les jeunes Afghans d'échapper au service militaire en refusant la délivrance de passeports aux hommes de 22 à 28 ans. Ainsi, les généraux Dostom et Mohammad Ostâd Atta acceptent en 2003 un désarmement partiel[réf. incomplète]. Toutefois, les seigneurs de guerre disposent toujours de nombreux miliciens fin 2003 (environ 200 000 au total, dont 25 000 pour le seul Dostom et quelques milliers pour Ismail Khan). La contrainte juridique n'aura, en 2004, guère plus d'effet.
Fin décembre 2003, une nouvelle Loya Jirga (502 membres) est convoquée pour se mettre d'accord sur la Constitution. Elle aboutit le 4 janvier 2004 à un texte prévoyant un régime présidentiel fort.
Malgré ces efforts, le gouvernement Karzai ne contrôle guère que Kaboul. Dans l'arrière-pays, les taxes et les impôts sont, par exemple, toujours prélevés par les seigneurs de guerre. Dans le même temps, le mouvement taliban se réorganise autour du mollah Omar sur les plans politique et militaire. Celui-ci nomme ainsi un conseil de direction de dix membres (Rahbari Shura) chargé de la lutte contre Kaboul et la Coalition.
Le mollah Omar appelle aussi au boycott des élections[réf. incomplète]. Cependant, près de 3/4 de la population vote à l'élection présidentielle d'octobre 2004, remportée par le Pachtoune Hamid Karzai, confirmé dans ses fonctions avec 55 % des voix. Le Tadjike Younous Qanouni, l'un des ex-dirigeants de l'Alliance du Nord, n'obtient que 16 % ; le vice-président sortant, Haji Mohammad Mohaqiq, d'origine hazara, moins de 12 % ; et l'Ouzbek Dostom 10 %.
Réorganisés, les talibans mènent quelques opérations dans des régions pachtounes éloignées, menaçant Qalat fin 2003-début 2004 et chassant les fonctionnaires loyaux au gouvernement dans la province de Zâbol au sud. Ils tentent d'y poursuivre leur avance en mai 2004, entraînant une contre-attaque vers le village de Mizan puis leur repli dans les zones montagneuses.
De plus, dans les régions frontalières du Pakistan, les opérations militaires impliquent l'armée pakistanaise contre certaines tribus locales, les talibans se servant de la région comme sanctuaire et tentant de bloquer l'approvisionnement militaire de l'FIAS transitant par la passe de Khyber.

### 2006: redéfinition de la stratégie talibane et reprise de la guerre à grande échelle
L'année 2006 voit les talibans réunir un solide front contre le gouvernement central et les forces américaines et européennes, adopter une nouvelle tactique et lancer une importante offensive militaire qui leur permet de se réinstaller dans le sud du pays. La Coalition cherchera à empêcher ces mouvements et commence à renforcer ses effectifs pour faire face à ce regain de force talêb.

#### Réorganisation des mouvements anti-gouvernement central au Pakistan

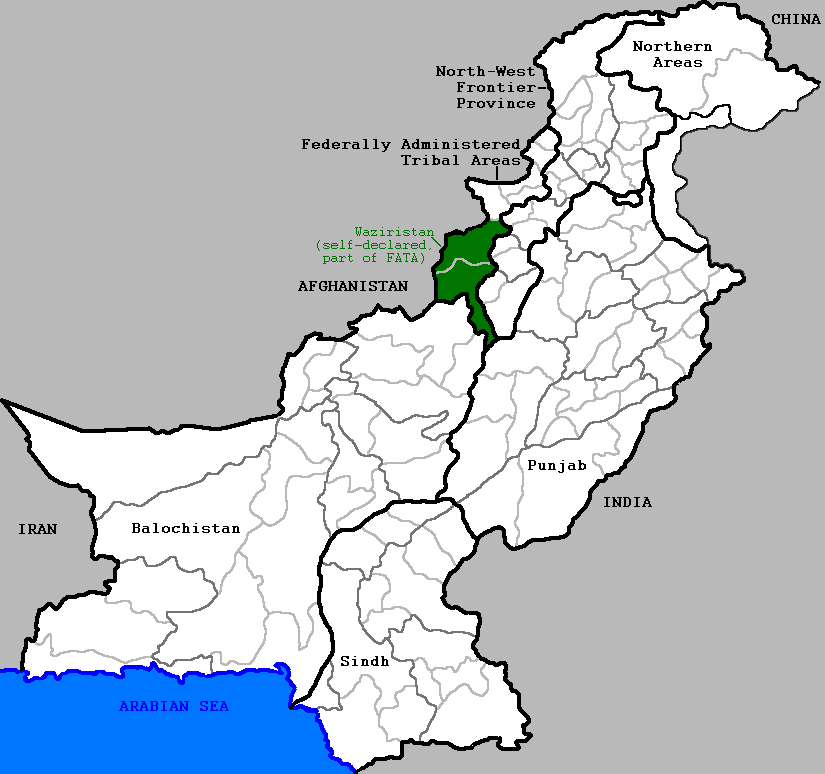
Localisation du Waziristan en vert au sein du Pakistan.

Tout d'abord, les talibans disposent depuis 2005 de solides soutiens dans les régions tribales pakistanaises des deux Waziristan. En effet, les Waziris, comme Nek Mohammed, les soutiennent depuis leur défaite d'octobre-décembre 2001. Les Mehsud, rivaux des Waziris et d'abord alliés à l'armée pakistanaise, se retournèrent contre Islamabad après une incursion sanglante de l'armée en 2004,,, se rallièrent aux talibans et commencèrent à attaquer l'armée pakistanaise. Ils sont aujourd'hui considérés comme étant à l'origine de 80 % des attentats dans l'agence du Waziristan du Sud et subissent toujours de mauvais traitements de la part de l'armée pakistanaise. Enfin, deux ans d'occupation militaire firent également basculer les Dawar dans le camp des talibans. Ces derniers disposaient ainsi du soutien et de l'alliance de toutes les principales tribus du Waziristan.
Al-Qaïda développa aussi de nouveaux réseaux dans les villes pakistanaises après sa fuite d'Afghanistan via l'installation de certains de ses hommes dans ces villes. Deux organisations, Jaishul al-Qiba al-Jihadi al-Siri al-Alami et Joundallah, commencèrent à entraîner de nouveaux djihadistes pour une nouvelle offensive en Afghanistan ou contre le Pakistan. Rapidement décimées par le gouvernement pakistanais, ces deux organisations ont cependant eu le temps de former de nouveaux cadres. Après cet échec, Al-Qaïda connaît ensuite une période difficile où ses principaux chefs (Oussama Ben Laden et Ayman al-Zawahiri) sont isolés et sans moyens de communication dans la vallée de Shawal,,.
Différents combats éclatèrent par la suite entre groupes islamistes pakistanais et l'armée pakistanaise. L'importation des techniques de lutte développées en Irak empêcha les forces gouvernementales de reprendre le contrôle de la région en 2005. Ce mouvement favorisa la liquidation des dernières alliances favorables au Pakistan dans la région. De plus, diverses luttes internes permirent aux néo-talibans de s'imposer sur leurs rivaux et de proclamer un état islamiste au Waziristan. Les protalibans pakistanais se nommèrent alors « talibans pakistanais ». L'armée pakistanaise échoua à reprendre le Waziristan du Nord, préféra renoncer au Waziristan du Sud et laissa faire provoquant un afflux de djihadistes dans les montagnes (13 000 au Sud, 27 000 au Nord).
En mai 2005, le mollah Dadûllah, membre du Rahbari Shura, arriva en Afghanistan pour visiter les groupes talibans et négocier des alliances avec les autres groupes anti-gouvernement. Il obtient celle du Hezb-e-Islami de Hekmatyar et celle des hommes de Mohammed Younès Khalid. En 2006, le mollah Dadûllah, appuyé par le mollah Omar, demanda l'arrêt des opérations contre l'armée pakistanaise et l'obtint, disposant ainsi des 40 000 combattants réunis à ce moment dans les deux Waziristan.
À l'aube de l'année 2006, les talibans ont aussi redéfini leur tactique à la suite des contacts avec les djihadistes irakiens. La technique des attentats suicides va ainsi faire son apparition alors qu'elle demeurait encore limitée. En effet, inconnus pendant la première guerre d'Afghanistan des années 1980, leur nombre est désormais en forte augmentation (25 en 2005 et 136 en 2006)). D'autres tactiques irakiennes comme la prise d'otages et le recours accru aux attaques à la bombe vont aussi être adoptées. Enfin, l'affrontement direct avec les troupes de la Coalition disposant d'une puissance de feu très supérieure sera progressivement délaissé pendant l'année. De plus, lorsque l'aviation intervient, les combattants talibans se replient vers des zones sûres.
L'invasion de l'Irak, ordonnée en 2003 par l'administration Bush a provoqué un redéploiement massif des troupes américaines vers le théâtre irakien au détriment du théâtre afghan. Cette stratégie, qui a privé l'ISAF des moyens militaires nécessaires pour vaincre les dernières résistances talibanes a permis à ceux-ci de se réorganiser et de se réimplanter au sud du pays[réf. nécessaire].

#### Offensive et redressement des néo-talibans
Sur le terrain, l'offensive des talibans est placée sous l'autorité du commandant Haqqani qui dispose de contacts auprès des principales ethnies du pays. L'offensive est donc un net succès pour les talibans qui parviennent à reprendre pied dans le sud et l'est du pays. Le mollah Dadûllah reprend ainsi de nombreux districts dans les provinces du sud (Kandahar, Helmand, Zabul et Ouruzgan) et Haqqani reprend divers territoires dans celles de Paktia et de Nangarhar. Peu avant l'hiver, ils investissent aussi les districts de Musa Qala (dont ils s'emparent), de Sangin et de Panjwaye.
La Coalition lance de nombreuses contre-offensives et opérations anti-talibanes tout au long de l'année 2006. L'« opération Mountain Thrust » est lancée avec 11 000 hommes du 15 mai au 31 juillet 2006 dans les provinces du sud et du sud-est (Kandahar, d'Helmand, de Paktika, de Zabul et d'Uruzgan) contre l'offensive talêb. Malgré le succès tactique remporté par la Coalition lors de cette opération, les talibans y demeurent solidement implantés. Fin juin (opération Kaika) ils repoussent même une unité américano-afghane chargée d'installer une base avancée près de Kandahar. Le 27 juin, ils commencent le siège de Sangin même s'ils se révèlent incapable de reprendre la ville à la garnison britannique qui s'y est installée malgré de nombreux assauts. La Coalition obtient quelques succès autour de Panjwaye où les Canadiens affrontent un groupe de talibans dans un choc direct et leur infligent de lourdes pertes (opération Médusa) au cours d'une longue série de batailles de juillet 2006 à janvier 2007. Ces attaques canadiennes leur permettent de réduire l'activité des talibans autour de Panjwaye et marquent le principal succès de la Coalition en 2006. En revanche, les autres opérations anti-talibans (l'Opération Mountain Fury notamment du 16 septembre 2006 au 15 janvier 2007) n'apportent guère de résultats probants.
Sur les dix premiers mois de 2006, les combats ont ainsi fait plus de 3 000 morts.

### 2007-2009: extension de la guérilla

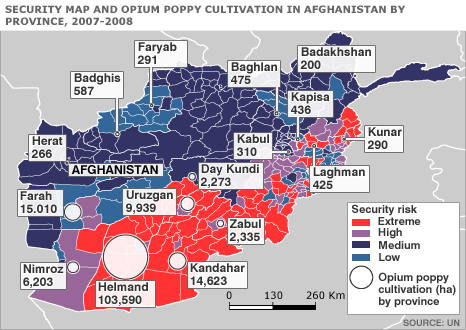
Situation durant l'année 2008 au niveau sécuritaire et de la production d'opium.

De 2007 à 2009, la guérilla anti-gouvernementale augmente et améliore ses capacités militaires et financières. Cela lui permet de remporter une série de succès dans tout le pays. De leur côté, la Coalition et le gouvernement central éprouvent des difficultés croissantes sans parvenir à enrayer les progrès de la guérilla. Enfin, le gouvernement d'Hamid commence à connaître une sérieuse crise de légitimité qui favorise les talibans.

#### Augmentation et amélioration des capacités de la guérilla
Après le retour en force de la guérilla opéré en 2006, les talibans assoient leurs positions dans le pays en renforçant leurs capacités politique, financière et militaire. Le premier de ces domaines voit ainsi le mouvement talêb réviser certaines de ses positions tenues au temps de leur pouvoir à Kaboul. Ainsi, de nombreuses restrictions concernant la vie quotidienne ont été levées ou supprimées comme le port obligatoire de la barbe ou l'interdiction de la musique et du cinéma. Le cinéma et la musique, longtemps considérés comme idolâtres, sont même désormais très largement utilisés par tout le mouvement, notamment dans ses films de propagande ou d'instruction. Plus important, les talibans ont aussi reconsidéré leur position concernant la culture du pavot dont ils sont devenus défenseurs. Ils protègent aussi désormais la vie rurale.
La culture du pavot est en effet devenue une source importante de financement pour la guérilla tout en causant le discrédit des autorités via la corruption dont elle est la cause. 8 200 tonnes d'opium ont ainsi été produites en 2007 en Afghanistan, soit 93 % de la production mondiale,, engendrant d'importants revenus pour les talibans (85 millions de dollars en 2005 et 125 millions en 2009). De plus, les paysans cultivant le pavot ont considérablement amélioré leurs techniques d'extraction de l'opium. La baisse de la surface cultivée qui est passée de 193 000 hectares en 2007 à 123 000 en 2009 est donc à relativiser. De plus, des stocks équivalents à près de deux années de production existeraient dans le pays.
Les tactiques militaires des talibans se sont aussi améliorées. L'utilisation d'engins explosifs improvisés (EEI) est ainsi devenue plus efficace. En 2009, ces appareils ont causé la mort de près de 275 soldats de la Coalition, soit 60 % des militaires morts dans l'année et davantage que le nombre total de tués en 2008.
Un bilan annoncé par le porte-parole du ministère afghan de l'Intérieur fait état, pour 2009, d'un total de 4 171 attaques des insurgés dont 225 attentats-suicides et 1 825 bombes et EEI ainsi que la mort de 4 600 militants et l'arrestation de 2 958 suspects.

#### Offensives de la guérilla
Solidement installés dans le sud et l'est du pays après leur offensive de 2006, les talibans et leurs alliés poursuivent leur infiltration du pays. Leurs buts sont de démontrer l'inefficacité du gouvernement central d'Hamid Karzai, pour s'y substituer, et de couper le ravitaillement de l'OTAN qui passe par le Pakistan.
Ainsi, les armées occidentales doivent faire face à des attaques bien organisées et elles ne sont plus à l'abri de revers. Le 13 juin 2008, la guérilla force la prison de Sarposa et libère près de 1 200 détenus dont 400 liés aux talibans. De plus, ils infligent des difficultés voire des revers aux armées américaine (bataille de Wanat le 13 juillet 2008) et française (embuscade de Surobi le 18 août 2008) pendant l'été 2008. Les policiers et l'armée afghanes sont aussi durement éprouvés par les attaques de la guérilla et fortement infiltrés. Puis vers la fin 2009, une série d'attaques dans la province du Nouristan qui culminent le 3 octobre lors de la bataille de Kamdesh obligent même le général McChrystal à prescrire l'abandon des principales bases de la province (sauf celle de la capitale Parun) les jugeant difficilement défendables pendant l'hiver faute de soutien d'artillerie. C'est la première fois depuis 2001 que les talibans peuvent exercer un tel contrôle sur une province.
Ces échecs de la Coalition dans les différents domaines majeurs en Afghanistan (sécurité, reconstruction, etc.) commencent à fortement affaiblir sa position. Le gouvernement Karzai est désormais parfois ironiquement nommé « maire de Kaboul » par la population voire par des officiels. Le général Mc Chrystal, qui a pris le commandement du théâtre afghan récemment, avoue lui aussi en 2009 l'incompétence et la corruption du gouvernement central qui a réussi à rendre les afghans « nostalgique(s) de la sécurité et de la justice du régime taliban ». Le mouvement talêb profite donc largement de ce basculement de la population, et est en pleine reconstruction dans les zones reconquises par la guérilla où il tend de plus en plus, au moins dans le sud et l'est du pays, à s'y substituer.
Les problèmes de ravitaillement de l'Alliance Atlantique s'ajoutent à cette crise de légitimité des autorités centrales afghanes. 80 % du matériel nécessaire aux troupes déployées en Afghanistan transite alors par la passe de Kyber et la province de Nangarhar. De nombreuses attaques contre ces convois, y compris sur le territoire pakistanais, obligent l'OTAN à essayer de faire transiter une partie de ses approvisionnements par le nord et la Russie. Cependant, cette nouvelle voie est aussi soumise à des attaques de la guérilla qui s'est considérablement développé dans le nord du pays.

#### Contre-offensives de l'OTAN
Pour contrer les avancées des talibans et de leurs alliés, la Coalition dirigée par les États-Unis lancent de nombreuses opérations. Celles-ci ont pour vocation de reprendre une partie du territoire contrôlée par la guérilla, de favoriser la reconstruction du pays ou de lutter contre la culture du pavot. Elles n'apportent qu'assez peu de résultats et renforcent la crise de légitimité du gouvernement Karzai.
En 2007, la ville de Musa Qala, plus importante localité alors contrôlée par la guérilla, est ainsi facilement reprise (7-12 décembre) après une offensive préparatoire dans la haute vallée de Gereshk du 24 au 27 juillet 2007 (opération Hammer). Le siège de Sangin est aussi rompu par une offensive coalisée le 5 avril 2007. L'année 2009 voit de nombreuses offensives être lancées contre le front sud principalement dans la province d'Helmand. Ce sont les opérations Panther's Claw (17 juin-20 août 2009) et Strike of the sword (depuis le 2 juillet 2009). Malgré des progrès encourageants en matière de réduction de la surface des champs de pavots, elles aboutissent à de faibles résultats militaires et suscitent une importante controverse en Grande-Bretagne devant les pertes sévères de la Coalition. Ces échecs contre la guérilla s'inscrivent également dans la forte augmentation des effectifs de la FIAS qui passent de 19 000 à la mi-2006 à plus de 60 000 hommes en 2009 sans pour autant être en mesure de réduire les activités des talibans et de leurs alliés. De plus, la Coalition n'arrive à apporter une sécurité, très relative, que dans quelques zones très réduites situées autour de Kaboul. Une des décisions symbolisant le mieux la dégradation de la sécurité, même dans les enclaves fortement occupées par la F.I.A.S. est prise le 5 novembre 2009. L'ONU annonçant qu'elle réduit de moitié ses personnels étrangers présents en Afghanistan pour se contenter du strict nécessaire. Les combats ont aussi un coût important pour le pays avec près de 4 000 morts pour l'année 2008.
La reconstruction du pays éprouve aussi des difficultés dans la mesure où l'acheminement de pièces lourdes (par exemple, pour le barrage de Kajakai) nécessitent des opérations militaires lourdes et difficiles (par exemple, l'opération Eagle's Summit du 27 juillet au 5 septembre 2008).

#### Corruption et crise des autorités du pays
La corruption se développe dans des proportions alarmantes estimées entre 260 et 465 millions de dollars pour la seule année 2007 (sur un PIB de 7,5 milliards de dollars). Cette corruption touche tous les fonctionnaires de l'état jusqu'au président Karzai lui-même. La reconstruction du pays est aussi minée par certains comportements et dérives des soldats de la Coalition. En mai 2008, l'armée américaine a été contrainte de confisquer et de faire brûler des bibles dans la base de Bagram. L'année suivante, Al Jazeera révéla en effet que l'aumônier militaire en chef, le lieutenant-colonel Gary Hensley, avait alors prôné la conversion de la population et distribuait des bibles en dari et pashtoune envoyées par une église américaine,,,. Cet épisode fut vertement critiqué dans un rapport parlementaire français (2009), qui y voyait là un comportement accréditant le discours de « guerre des civilisations ».
Enfin, la Coalition cherche à mettre en place une véritable armée afghane capable de tenir le terrain contre la guérilla talêb. Elle éprouve de fortes difficultés bien que désormais de larges contingents afghans participent à toutes les opérations anti-talibans. Par exemple, des cessez-le-feu officieux ont été conclus pour l'hiver 2009-2010 entre les talibans et l'armée afghane dans les provinces du Nouristan et de Kunar.

### 2009: Annonce d'une nouvelle stratégie américaine

#### Remise en cause de la stratégie de l'administration Bush

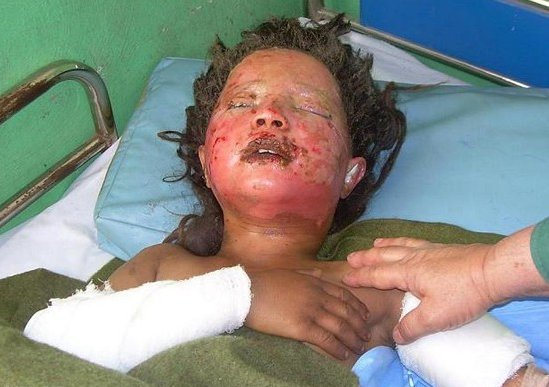
Une des victimes du bombardement de Bala Buluk qui a fait jusqu’à 130 victimes civiles le 4 mai 2009.

En décembre 2008, alors que le mandat de George W. Bush s'achève, deux raids américains provoquent de vives tensions entre les officiels de Washington et le gouvernement central d'Hamid Karzai. Le premier, dans la province de Khost, tue et blesse plusieurs civils dont des enfants. Le second a causé la mort accidentelle de six officiers de police afghans et d'un civil, dans la province de Zabol, au sud du pays. De plus, il apparaît que certains bilans fournis par les officiers américains lors de frappes meurtrières de l'année 2008 sont faux concernant les pertes de la population.
Militairement, la Coalition rencontre aussi des difficultés croissantes tout au long de l'année (pertes en large augmentation, retraite de la province du Nouristan, etc.). Les conséquences sur les opinions publiques des pays de l'OTAN sont très négatives, notamment en Europe. Plus grave pour les forces américaines, le soutien à la guerre diminue aussi aux États-Unis. En mai, le bombardement de Bala Buluk fait 140 victimes civiles selon le gouvernement afghan et provoque de vives réactions dans la population afghane et en mai le bombardement de Kunduz fait plus de 100 morts civils et provoque des répercussions politiques jusqu'en Allemagne. Fin décembre 2009, l'attentat-suicide de la base de Chapman inflige de lourdes pertes à la CIA.

#### Formulation de la stratégie de Barack Obama et du général McChrystal

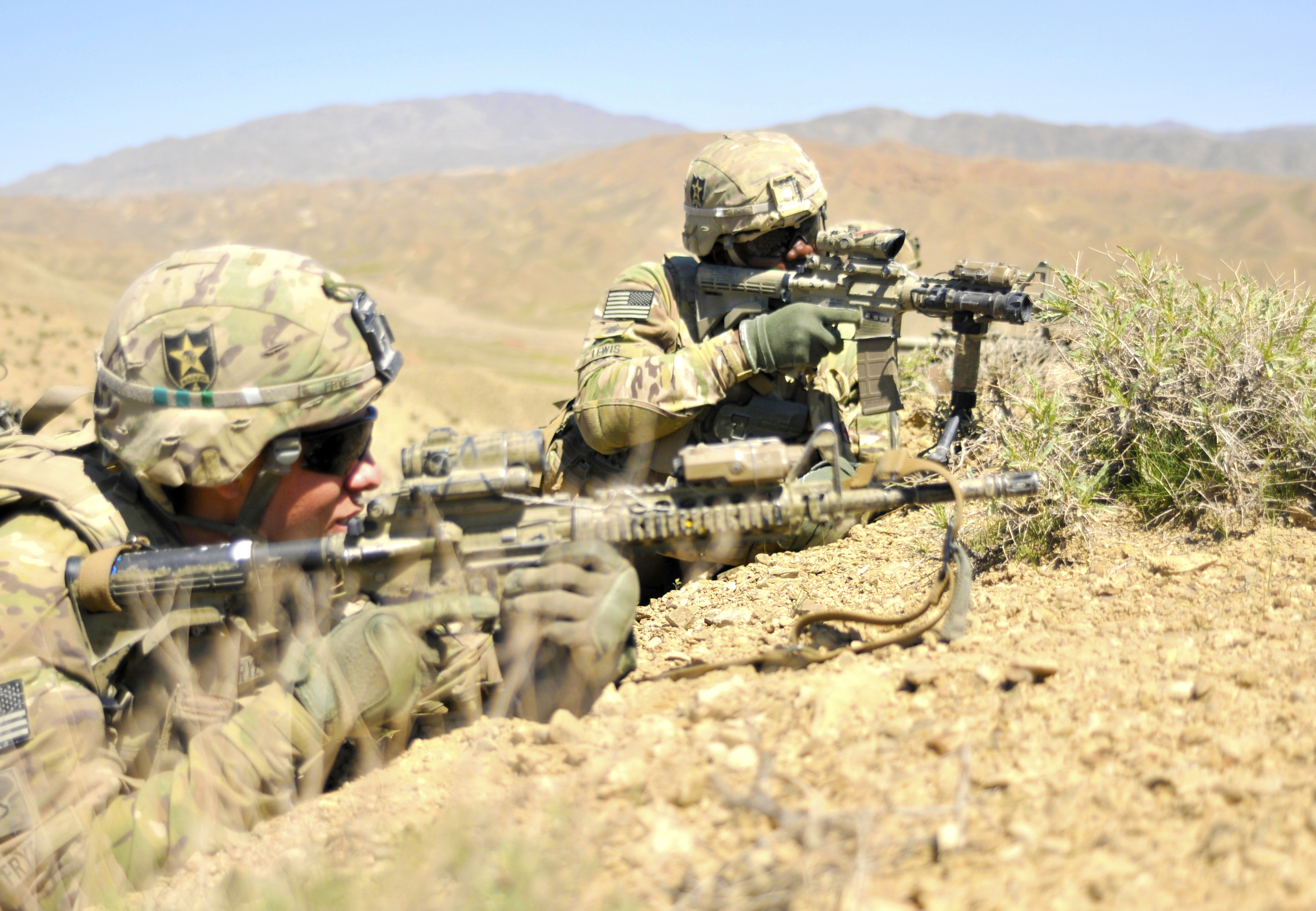
Tireurs américains protégeant un convoi de la police aux frontières afghane, en 2013.

L'arrivée au pouvoir de Barack Obama le 20 janvier 2009 entraîne donc une première inflexion de la stratégie américaine. En février 2009, une pause de deux semaines est ordonnée pour toutes les opérations spéciales, à l'exception de celles visant les plus hauts responsables talibans et d’Al-Qaïda. Lors d'un discours, le 27 mars 2009, le président des États-Unis Barack Obama dévoile sa stratégie pour les théâtres afghan et pakistanais. Néanmoins, les problèmes se multiplient pour la Coalition tout au long de l'année 2009. En mai, la frappe sanglante de Bala Buluk, qui coûte la vie à une centaine de personnes, a raison du général David McKiernan qui est remplacé par le général Stanley McChrystal. Ce dernier, ancien dirigeant des forces spéciales et jusque-là commandant du Joint Special Operations Command, reçoit aussi l'aide d'un adjoint en la personne du général David Rodriguez. C'est la première fois depuis le limogeage de Douglas MacArthur en 1951 qu'un général chargé d'un théâtre d'opérations est remplacé. Le général Mc Chrystal reconnaît dès sa prise de fonction que la Coalition est en difficulté. Il brosse notamment un tableau très sombre du gouvernement central. La nouvelle stratégie du général Mc Chrystal comprend donc de nombreux points dont:
- Gagner le soutien de la population.
- Diriger les ressources vers les secteurs menacés par la guérilla et les secteurs où vivent de larges parts de la population.
- Améliorer la compréhension de la population par les responsables de la FIAS.
- Soutenir l'économie du pays.
- Améliorer les capacités de lutte anti-guérilla de la FIAS : améliorer le commandement des unités, les concentrer sur la protection du peuple afghan et établir des relations avec celui-ci, augmenter le nombre de soldats présents en Afghanistan.
- Améliorer les capacités de l'armée et de la police afghane et en augmenter les effectifs (jusqu'à 240 000 pour l'armée et 160 000 pour la police). Améliorer la collaboration entre l'armée nationale afghane et les forces de la Coalition.
- Améliorer la gouvernance du pays et lutter contre la corruption.
- Soutenir la bonne gouvernance dans les institutions afghanes, y compris en collaborant avec les organismes internationaux.
- Soutenir les dirigeants locaux, notamment dans le monde rural.
- Réformer le système judiciaire et rétablir la sécurité.
- Réformer le système carcéral afghan pour y faire détenir les prisonniers talibans.
- Reprendre l'initiative dans les régions menacées par la guérilla.
- Contrer les efforts des talibans et de leurs alliés dans l'instauration de leur propre structure administrative. Les empêcher d'obtenir des financements (lutte contre les réseaux criminels et la corruption gouvernementale qui les autorise, lutte contre le trafic de drogue, etc.).
- Profiter des divergences entre les différents mouvements de la guérilla.
- Permettre la réconciliation avec la guérilla et la réintégration dans la société de ses éléments.

#### Élection présidentielle de 2009
La préparation de l'élection présidentielle de 2009 a nécessité plusieurs opérations militaires coalisées pour sécuriser des bureaux de vote (bataille de Dahaneh du 12 au 15 août 2009) et le scrutin s'est déroulé sans incidents majeurs. Les résultats sont très contestés et une fraude portant sur 1,5 million de bulletins est reconnue par les observateurs de l'Union Européenne. Hamid Karzai, à qui profiterait la fraude, arrive ainsi en tête avec 54,6 % des suffrages exprimés contre 27,7 % pour Abdullah Abdullah. Ces fraudes affaiblissent fortement le pouvoir afghan auprès de l'opinion internationale.
Vers la mi-octobre, une enquête menée par les autorités officielles revoit à la baisse le résultat d'Hamid Karzai et aboutit à l'annonce d'un second tour. Ce second tour n'aura finalement pas lieu à la suite du retrait d'Abdullah Abdullah. Il n'a en effet pas obtenu les garanties qu'il exigeait sur la tenue du scrutin. Hamid Karzai est donc réélu mais sa légitimité a encore été amoindrie. Son adversaire clame d'ailleurs que cette réélection est illégale.

#### Doutes de certains pays et difficultés à envoyer des renforts
Les demandes en hommes et en ressources du nouveau général suscitent cependant de profondes interrogations au sein du gouvernement américain. Le vice-président Joe Biden étant par exemple partisan de l'option « Pakistan First », qui concentrerait l'intervention américaine sur les territoires tribaux du Pakistan. Cependant, le gouvernement pakistanais est contre ce projet. De plus, ces dépenses supplémentaires interviennent alors que Barack Obama est affaibli par les difficultés à faire passer son projet de loi de sécurité sociale. Certains alliés de l'OTAN doivent aussi affronter une opinion publique très défavorable à la guerre. C'est le cas en particulier de l'Allemagne dont l'offensive lancée dans la province de Kunduz en septembre 2009 a entraîné un bombardement meurtrier pour les civils. Le secrétaire d’État à la défense Peter Wichert et le chef d’état-major Wolfgang Schneiderhan, qui ont tenté de cacher l'étendue des pertes civiles et la responsabilité des soldats allemands, ont d'ailleurs été contraints de démissionner.
Washington décide néanmoins, début décembre 2009, d'engager de nouveaux renforts en Afghanistan. Il annonce l'envoi de 30 000 hommes supplémentaires et une date de retrait à partir de l'été 2011. Le reste de l'OTAN promet de fournir 5 000 autres soldats. Cependant, des pays clés (France, Allemagne, Danemark) refusent pour l'instant de participer à la formation de ce nouveau contingent qui devrait comprendre des soldats britanniques, italiens, slovaques et polonais. Des soldats géorgiens sont aussi annoncés.

### 2010 - 2017: tentative de reprise en main par l'administration Obama
Comme au cours des deux dernières années, l'hiver 2009-2010 ne voit pas d'interruption des activités des talibans contre les forces de la Coalition et du gouvernement central. Le 31 décembre 2009, plusieurs agents de la CIA sont ainsi tués par un agent double au service d'Al-Qaïda sur une base de Khost. De plus, le 18 janvier 2010, la guérilla est en mesure de lancer un important raid au centre de la capitale afghane. Ce raid, bien que repoussé, montre la dégradation du pouvoir du gouvernement central d'Hamid Karzai dont le palais est partiellement incendié pendant les affrontements,,. Enfin, les mois de janvier et février 2010 montrent une importante augmentation du nombre de soldats coalisés tués, notamment par des bombes placées le long des axes routiers.
Pour contrer cette nette dégradation de leur situation, les Américains tentent de mettre en place la nouvelle stratégie définie par l'administration Obama en 2009. Celle-ci mêle efforts politique et militaire. Ainsi, le 2 janvier 2010, le Parlement afghan refuse l'investiture de 17 des 24 membres du nouveau gouvernement Karzai. De nombreux seigneurs de guerre, dont Ismail Khan, ministre de l’Énergie et seigneur de guerre de l'est du pays, le général Khodaidad, ministre chargé de la lutte contre le narco-trafic, Sayed Mohammad Amin Fatimi, ministre de la Santé, Mohammad Sarwar Danish, ministre de la Justice, Wahidullah Shahrani, ministre du Commerce et Amir Zai Sangeen, ministre des Télécommunications figurent parmi les candidats rejetés. Des négociations avec les talibans commencent aussi à être évoquées lors de la conférence de Londres qui se tient à la fin janvier 2010. Cette conférence met aussi de nouveau l'accent sur la lutte anti-corruption qui ne progresse toujours pas.
Parallèlement à ces opérations diplomatiques, l'administration Obama envisage d'attaquer les principales positions des talibans, notamment dans le sud du pays. À la mi-février, l'objectif principal est la région de Marjah dans la province d'Helmand : c'est l'opération Mushtarak. Enfin, un net accent est mis sur les drones puisque l'aviation américaine prévoit en 2010 de former plus d'opérateurs sur ce genre d'appareils que de pilotes de chasse. Ces attaques américaines sur le territoire pakistanais sont la marque d'une nouvelle inflexion d'Islamabad dont la police arrête en février plusieurs importants dirigeants talibans afghans jadis proches de ses services de renseignement (Abdul Kabeer, le mollah Abdul Salam, gouverneur talêb de Kunduz et Mir Muhammad, également gouverneur talêb dans le nord) et le mollah Beradar, commandant suprême des talibans en Afghanistan, lui aussi surveillé depuis longtemps. Le 26 février 2010, les talibans revendiquent une attaque sur Kaboul, tuant 17 personnes dont un Français et un Italien. Durant le second semestre 2010, la FIAS estime que l'initiative opérationnelle des forces coalisées a permis de reprendre la main sur les insurgés et que ces derniers sont en positions statiques. On fait état, pour les mois de juillet, août et septembre, d'un ensemble de 2 877 raids qui se seraient soldés par la capture ou la mort de 269 responsables talibans, la mise hors de combat de 860 insurgés et la capture de 2 039 autres; 700 missions aériennes impliquant une ouverture du feu ont été menées par les appareils de la FIAS en septembre 2010 contre 257 en septembre 2009.
Depuis au moins 2008, des négociations discrètes ont lieu entre certains responsables talibans, le gouvernement de Kaboul et la coalition ; Le président Karzaï a proposé des négociations en 2010 avec les talibans dans le cadre d'un processus de réconciliation global, mais celles-ci sont refusées par le mollah Omar et le secrétaire général de l'OTAN Anders Fogh Rasmussen a estimé qu'il n'y avait pas d'autre choix que de poursuivre les opérations militaires afin de pousser les talibans à engager des négociations.
En juin 2010, le porte-parole du Pentagone déclaré que les insurgés talibans « contrôlaient en partie le sud, le centre et le nord du pays ». Le 17 juillet 2010, les États-Unis étaient prêts à négocier avec les talibans, un cadre de la Maison Blanche déclarant « la solution militaire n'existe plus », cité par The Guardian. WikiLeaks procède à la publication de 92 000 documents militaires.
Lors du Sommet de l'OTAN de Lisbonne, du 19 novembre au 20 novembre 2010, les États membres ont déclaré qu'elle entamerait le transfert de la sécurité aux forces afghanes à partir de 2011. L’objectif est de parvenir à un retrait de la plupart des soldats de la force internationale d’ici la fin 2014.
Selon le Canard enchaîné, en 2011 et en 2013, au Qatar puis au Pakistan, des diplomates américains et des agents de la CIA ont, avec l'accord du président Obama, rencontré des responsables talibans pour de simples « contacts » sans la moindre négociation.

#### Maintien des forces américaines et de l'OTAN après 2014
Le 27 mai 2014, Barack Obama annonce le maintien dans le pays de 9 800 militaires américains au-delà de la fin 2014. Cette annonce est avalisée, le 30 septembre suivant, par le gouvernement afghan qui signe l’accord de sécurité bilatéral (BSA) régissant la présence d’un contingent militaire américain ainsi que la Convention sur le statut des forces (SOFA) de l’Otan. Selon Mehdi Hasan le général John Nicholson qui commande les troupes américaines sur ce théâtre d'opérations aurait sollicité en février 2017 le Sénat pour l'envoi de plusieurs milliers de soldats en Afghanistan pour renforcer les effectifs engagés sur place.

#### Résurgence des Talibans
En janvier, le tir d'un drone américain à la frontière afghano-pakistanaise tue quatre hommes d'al-Qaïda, mais il cause également par erreur la mort de deux otages occidentaux : l'Américain Warren Weinstein et l'Italien Giovanni Lo Porto, deux travailleurs humanitaires,.
Le 16 février 2015, l'armée nationale afghane (ANA) lance sa première offensive depuis le départ des forces de l'OTAN : l'opération Zolfiqar, qui a lieu dans quatre districts de la province de l'Helmand. Le 17, l'ANA affirme avoir tué 74 taliban. En représailles les talibans tuent le même jour 20 policiers dans un attentat-suicide à Puli Alam, dans la province de Lôgar.
Du 10 au 13 avril, 200 talibans et djihadistes étrangers s'emparent provisoirement de points de contrôle dans le district de Jorm, dans la province du Badakhchan. Dix-huit militaires et policiers sont tués dans ces combats, dont huit sont décapités, dix sont blessés et dix autres portés disparus tandis que les islamistes laissent dix-neuf morts, dont onze talibans.
Le 26 avril, des centaines de talibans attaquent des postes de la police et de l'armée dans la province et la ville de Kondôz. Au moins 24 insurgés et 8 membres des forces de sécurité ont été tués.
Le 25 juillet, les talibans s'emparent de la base de Tirgaran, dans province de Badakhchan. Plus de 100 policiers se rendent et sont ensuite relâchés. Le 26 août, ils s'emparent du district de Musa Qala, dans la province d'Helmand, après plusieurs jours de combats.
Le 28 septembre, les talibans attaquent Kunduz. La ville est prise par les insurgés, puis reprise le 13 octobre par les forces afghanes.
Le 12 octobre, 2 000 talibans tentent de s'emparer de Ghazni mais leur offensive est repoussée par les forces gouvernementales.
Début novembre, les talibans se déchirent dans deux districts de la province de Zabol entre partisans du mollah Mansour et ceux du mollah Rassoul (en). Les affrontements font au moins des dizaines de morts.
Dans cette même province, sept Hazaras chiites — quatre hommes, deux femmes et une enfant — sont retrouvés décapités le 7 ou le 8 novembre. Ils faisaient partie d'un groupe de 31 personnes enlevées en février par des taliban ensuite passés à l'État islamique. 24 otages avaient été relâchés, dont 19 en mai contre des prisonniers djihadistes. Le massacre a eu lieu après la conclusion d'un accord entre les taliban du mollah Akhtar Mohammad Mansour et les Hazaras. Le 11 novembre, des milliers de Hazaras manifestent alors à Kaboul pour dénoncer les exactions des talibans et des djihadistes contre leur communauté,,,,.
En décembre, les talibans progressent dans la province de Helmand, une centaine de soldats sont tués en quelques jours, le vice-gouverneur déclare que « le Helmand est sur le point de tomber ». À Sangin, les troupes afghanes appuyées par des conseillers britanniques sont encerclées par les taliban qui contrôlent presque entièrement le district,. Mi-février 2016, l'armée afghane se retire des districts de Musa Qala et Nawzad,. Début mars, elle se retire également de plusieurs postes dans la province d'Orozgân.
Début août 2016, les talibans lancent une importante offensive dans la province du Helmand. Le 23 août, un soldat américain et six soldats afghans sont tués lors d'une opération anti-talibans près de Lashkar Gah.
Le 27 août, les insurgés s'emparent du district de Jani Khel, dans la province de Paktiyâ, après cinq jours de combats.
Le même jour, les forces afghanes reprennent le district de Jani Khel dans la région de Paktia aux talibans.
Le 8 septembre, les talibans entrent dans la ville de Tarin Kot.
Le 29 septembre, le Hezb-e-Islami Gulbuddin signe un accord de paix avec le gouvernement afghan.
Le 3 octobre, les talibans lancent une attaque contre Kunduz un an près avoir brièvement pris le contrôle de cette ville du nord de l'Afghanistan. Mais elle est repoussée par les forces afghanes et les raids aériens américains. Des opérations de nettoyage ont lieu le 4 octobre.
Le 4 octobre, un soldat américain est tué par l'explosion d'un engin explosif au passage de sa patrouille, lors d'opérations contre l'EI dans la province de Nangarhar à la frontière avec le Pakistan.
Le 10 octobre, les talibans déclenchent une offensive sur Lashkar Gah, capitale du Helmand. Le bilan est de 21 morts dont 7 taliban et 10 policiers selon diverses sources de l'AFP et du gouvernement afghan. Le 11 octobre, l'armée afghane reprend le contrôle de la ville.
Le 19 octobre, un homme vêtu d'un uniforme militaire afghan tue 1 soldat de l'OTAN et fait 5 autres blessés en ouvrant le feu près de la base militaire de Rishkhor.
Le 25 octobre, des djihadistes de l'État islamique attaquent les villages de Ghalmin et de Murghab, dans la province de Ghôr, et massacrent une quarantaine de civils.
En novembre, le Sigar, l'organisme du Congrès américain chargé du contrôle des dépenses américaines en Afghanistan, affirme que sur les 407 districts du pays, 8 sont contrôlés par les taliban, 25 sous leur influence et 116 contestés. Le gouvernement afghan n'exerce sa pleine autorité que sur 63,4 % du territoire.
À la fin de l'année la situation s'est encore aggravée pour le gouvernement afghan, les taliban contrôlent alors 57 % du pays.

### 2017 - 2021: négociation et début du retrait

#### Avancée des Talibans
Le 15 février 2017, une rencontre est organisée à Moscou entre représentants de six pays sur le « règlement » de la crise afghane. Outre la Russie et l’Afghanistan, cette « consultation régionale » associe la Chine, l’Inde, le Pakistan, l’Iran. La Russie, qui, jusqu’ici, fournissait du matériel militaire à l’armée afghane, tout en facilitant l’approvisionnement de l’OTAN, opère alors son retour dans le jeu afghan, n'hésitant pas pour cela à s’appuyer sur le mouvement taliban.
Le 16 février, dix-huit soldats afghans sont tués par des djihadistes de l'EI dans l'attaque d'un poste militaire de la province orientale de Nangarhar, frontalière du Pakistan. Par ailleurs, des opérations de l'armée et des forces internationales font 25 morts du côté de l'EI.
Le 28 février, les forces américaines confirment avoir tué dans un raid aérien le mollah Salam, commandant des talibans à Kunduz. Par ailleurs, un policier afghan, gagné à la cause des talibans, retourne son arme contre ses collègues, tuant ainsi onze d'entre eux à un point de contrôle dans le Helmand. Cette attaque est revendiquée par les Talibans.
Le 23 mars, les talibans enregistrent une nouvelle avancée en capturant la ville de Sangin dans la province du Helmand, dans le sud de l'Afghanistan.
Le 26 mars, le secrétaire américain à la Défense Jim Mattis annonce la mort de l'un des responsables d'al-Qaïda, le pakistanais Qari Yasin, dans une frappe de drone de l'armée américaine, le 19 mars, dans la province de Paktika, à la frontière du Pakistan.
Le 8 avril, un soldat américain est tué au cours d'opérations contre l'EI dans la province de Nangarhar. Les autorités américaines estiment alors que 700 djihadistes se réclamant de l'EI opèrent en Afghanistan alors que le gouvernement afghan estime que c'est le double[réf. nécessaire].
Le 13 avril, un Lockheed MC-130 des forces américaines largue une MOAB contre une position de l'État islamique dans le district d'Achin de la province du Nangarhâr, une région frontalière du Pakistan ; c'est le premier usage connu de cette arme, la plus puissante de leurs bombes non nucléaires,. Selon le gouvernement afghan, la bombe a détruit un réseau de tunnels utilisés par l'EI et tué au moins 36 de ses combattants, sans faire de victimes civiles. Le bilan est élevé, le lendemain, il est à 92 morts selon les autorités provinciales. L'État islamique affirme de son côté ne déplorer ni mort ni blessé.
Le 22 avril, un commando de dix talibans vêtus d'uniformes militaires parvient à s'infiltrer dans la base militaire de Mazar-è-Charif à l'heure de la prière. Les talibans ouvrent le feu sur les soldats désarmés à la mosquée et au réfectoire. Le bilan reste flou dans les jours qui suivent : les autorités indiquent plus de « 100 tués et blessés » (certaines sources[évasif] parlent de 140 tués, ce qui en ferait l'attaque la plus meurtrière menée par les talibans depuis 2001) tandis que les talibans revendiquent « 500 tués ». L'attaque pose de sérieuses questions quant à la sûreté de la base, le commando ayant traversé 7 barrages successifs. Un porte-parole des talibans a précisé que quatre des dix assaillants étaient infiltrés au sein des forces armées afghanes. Le 24 avril, le ministre de la défense afghan et le chef d’état-major des armées, Qadam Shah Sharif, démissionnent.
Le 27 avril, deux soldats américains sont morts et un autre blessé durant un raid contre des membres de l'EI dans la province du Nangarhar. Durant cette opération, le chef de l'EI en Afghanistan, Abdul Hasib, aurait été tué ainsi que 35 autres combattants selon le Pentagone. La mort du chef de l'EI est confirmée le 7 mai. Le 29 avril, une trentaine de Marines rejoignent une base militaire dans le Helmand, 300 autres sont attendus en renfort.
Le 28 avril, les talibans annoncent le début de leur "offensive de printemps", nommée "opération Mansouri" en référence au mollah Mansour. Ils la décrivent en ces termes « Le principal objectif de l’opération Mansouri sera les forces étrangères, leurs infrastructures militaires et de renseignement, et l’élimination de leurs mercenaires locaux. L’ennemi sera visé, harcelé, tué ou capturé jusqu’à ce qu’il abandonne ses derniers postes ».
Selon les autorités afghanes, l'État islamique attaque les talibans fin avril dans la province de Djôzdjân et s'empare de deux districts. Au moins 76 talibans et 15 hommes de l'EI sont tués dans ces combats.
Le 6 mai, les talibans s'emparent du district de Qala-i-Zal, à l'ouest de la ville de Kunduz. Plusieurs policiers et soldats sont morts durant les combats. Le district est repris par les forces afghanes le 16 mai.
Le 21 mai, les talibans attaquent des barrages de police du district de Shah Joy, dans la province de Zabul faisant au moins 20 morts et une quinzaine de blessés. Le 23 mai, une attaque menée par des insurgés contre une base militaire de la province de Kandahar tue au moins dix soldats afghans. Le 26 mai, une nouvelle attaque des talibans contre une base afghane fait au moins 15 soldats morts et 16 blessés dans le district de Shah Wali Kot, dans la province de Kandahar dans le sud de l'Afghanistan. Les talibans se sont saisis de quatre véhicules Humwee selon un responsable afghans. Le 27 mai, l'explosion d'une voiture piégée à une station de bus à Khost, dans l'est de l'Afghanistan fait au moins 18 morts et 6 blessés. Les taliban auraient visé des membres des Forces de Protection de Khost (KPF), milices encadrées par la CIA et à la réputation sinistre à la suite d'accusations de tortures, de séquestrations et de détentions arbitraires.
Le 14 juin, après un bref combat contre les talibans, l'État islamique s'empare de Tora Bora, l'ancienne base d'Oussama ben Laden.
La situation se stabilise militairement lors des six premiers mois de l'année 2017, les talibans ne progressent pas de manière significative et les forces gouvernementales tiennent toujours 59,7 % des 407 districts du pays selon le SIGAR. Néanmoins, les attentats à répétition dégradent la situation sécuritaire fragile du pays.
Le 14 juillet, le Pentagone affirme avoir tué Abou Sayed, nouveau chef du groupe État Islamique en Afghanistan à la suite d'un bombardement dans la province de Kunar, au nord-est du pays. Il est le troisième "émir" de l'organisation abattu par les États-Unis après Hafiz Sayed Khan l'année précédente et Abdul Hasib en avril.
Le 21 juillet, 16 policiers afghans, dont « deux commandants », sont tués dans un bombardement américain dans la province du Helmand. D'après le porte-parole de la police : « Les policiers avaient fini de nettoyer le village de Pachava dans le district de Gereshk et de chasser les taliban quand les Américains ont bombardé […] Une demi-heure avant, les taliban étaient bien présents mais les forces afghanes avaient repris le contrôle de la zone quand ils ont essuyé le bombardement. Ce n’était pas délibéré, les policiers ont été visés par erreur ». La mission de l'OTAN annonce l'ouverture d'une enquête.
Le 6 août, les talibans s'emparent du district de Sayad, dans la province de Sar-é Pol, revendiquant la mort de 28 membres de l'ALP, la police auxiliaire. Cependant, les autorités afghanes accusent les talibans d'avoir mené une opération conjointe avec l'État islamique et d'avoir massacré 50 personnes dans le village chiite de Mirza Olong, dont 44 civils et six membres de l'ALP. Pour leur part, les taliban démentent « fermement » avoir coopéré avec l'EI et avoir massacré des civils,,.
Le 21 août 2017, le président Donald Trump envisage un éventuel accord politique pour mettre fin à la guerre en Afghanistan pouvant inclure certaines franges des talibans. Le ministre des Affaires étrangères des États-Unis, estimant alors Washington prêt « à soutenir des pourparlers de paix entre le gouvernement afghan et les talibans sans condition préalable ». Après avoir envisagé de retirer entièrement ses troupes d'Afghanistan, le président américain Donald Trump décide finalement d'envoyer 4 000 hommes en renfort. Selon The Washington Post, le président américain s'est laissé convaincre par le général McMaster, lorsque ce dernier a présenté une photo prise à Kaboul en 1972 sur laquelle apparaissent des femmes afghanes portants des minijupes afin de « lui montrer que les normes occidentales existaient alors et pourraient faire leur retour »,,.
Le 29 septembre, à la veille des célébrations de l'Achoura, un attentat contre une mosquée chiite fait 6 morts à Kaboul.
Le 17 octobre, une attaque contre un complexe de forces de police dans la ville de Gardiz, capitale de la province de Paktiya, fait au moins 41 morts et 110 blessés. L'assaut, qui se termine au bout de six heures par la mort des cinq assaillants, est revendiqué par les talibans. Simultanément, le siège du district d'Andhra, à 100 km à l'ouest de Gardiz, est visé par une attaque où « vingt-cinq membres des forces de sécurité et cinq civils ont été tués, et une dizaine blessés » d'après le chef de la police de Ghazni. Interrogé au Pakistan par l’Agence France-Presse, un responsable taliban affirme que « ces opérations sont une contre-attaque » à la suite de récents raids de drones américains contre les positions insurgées. La veille, un porte-parole des forces américaines avait annoncé que ces frappes aériennes ont été menées « dans le district de Jaji Maidan, en Paktiya, sous le contrôle des autorités antiterroristes ». Une frappe ciblant une réunion du réseau Haqqani dans la zone tribale pakistanaise de Kurram, frontalière de Paktiya, aurait ainsi fait 26 morts.
Le 19 octobre, à l'aube, les insurgés sont accusés d'une nouvelle attaque dans le district de Ghazni, où « au moins deux policiers ont été tués dans l’attaque de leur poste » d'après le chef de la police provinciale. Le même jour, une attaque est menée contre la base de Chasmo dans le district de Maiwand, qui est complètement soufflée par l'explosion d'un Humvee piégé. D'après le ministère de la défense, « plus d’une soixantaine de soldats se trouvaient sur la base, 43 ont été tués, neuf blessés et six sont portés disparus », il ajoute que « dix assaillants ont été tués ». L'attaque est revendiquée par les talibans. Le district où s'est produite l'attaque se situe dans une zone isolée et fréquemment menacée, à proximité de la frontière avec le Helmand dont les talibans contrôlent les deux tiers. Le bilan de l'attaque de la veille à Gardez s'est en outre alourdi, atteignant 60 morts et 230 blessés.
Le 20 octobre, à Kaboul, un kamikaze ouvre le feu dans la mosquée chiite Imam Zamam avant de déclencher sa veste explosive. L'attaque, revendiquée par l'EI, fait 56 morts et 55 blessés. Il s'agit du dixième depuis l'été 2016 à cibler spécifiquement la communauté chiite afghane. Le même jour, une attaque vise, dans une mosquée sunnite de Dolaina, un responsable local du parti Jamiat-e-Islami, qui est tué. Le bilan est « d'au moins 33 morts ».
Le 21 octobre, une nouvelle attaque-suicide fait 15 morts à Kaboul parmi des cadets de l'armée afghane. Cela porte à sept (dont cinq ayant visé des forces de sécurité, l'armée et la police) le nombre d'attaques recensées en seulement cinq jours, dont le bilan dépasse les 200 tués. Les talibans, qui n'ont pas enregistré de victoire importante depuis le début de leur "offensive de printemps" fin avril, souhaiteraient ainsi accentuer leur pression sur les forces gouvernementales.
En juin 2018, pour la première fois depuis la chute de l'émirat islamique d'Afghanistan et l'intervention militaire de la coalition menée par les États-Unis, un cessez-le-feu est conclu entre les Talibans et le gouvernement afghan,. Des scènes de fraternisation entre soldats afghans et insurgés taliban sont observées pendant la fête de l'Aïd-el-Kebir,. Le ministre de l'Intérieur, Waïs Ahmad Barmak, rencontre lui-même plusieurs talibans à Kaboul. Cependant, la trêve n'est pas prolongée et les combats reprennent le soir du 17 juin. Dès le 20 juin, les talibans revendiquent de nouvelles attaques.
En juillet 2018, une délégation américaine rencontre pour la première fois des émissaires talibans à Doha en vue d'engager des négociations
Le 12 avril 2019, les talibans annoncent le lancement de leur offensive annuelle de printemps alors que des pourparlers de paix sont en cours tant avec les États-Unis qu'avec des représentants du gouvernement afghan. Le 31 août, une nouvelle attaque des talibans contre la ville de Kunduz est repoussée par l'armée afghane.

#### Accord de Doha
Le 27 janvier 2020, un avion s'est écrasé dans la province de Ghazni. L'identité de l'avion était inconnue. Certains rapports ont indiqué qu'il s'agissait d'un 737-300 fabriqué par Boeing. Un autre rapport a suggéré qu'il s'agissait d'un avion E-11A de l'US Air Force. L'armée américaine a déclaré qu'elle enquêtait sur un accident d'avion dans une zone tenue par les talibans.
Le 29 janvier, les forces spéciales afghanes ont attaqué un complexe Taliban à Bala Murghab, province de Badghis, libérant 62 otages. Une attaque des talibans à Kondoz a tué plusieurs forces de sécurité afghanes.
Le 6 février, le projet CASA-1000 a été inauguré, lors d'une cérémonie en présence du président afghan Ashraf Ghani et de l'ambassadeur du Pakistan en Afghanistan Zahid Nasrullah Khan.
Le 7 février, deux hauts responsables du Tehrik-i-Taliban Pakistan - Cheikh Khalid Haqqani et Qari Saif Younis - ont été retrouvés assassinés près de l'hôtel Inter-Continental Kaboul,.
Le 8 février, deux soldats des forces spéciales de l'armée américaine ont été tués et six autres ont été blessés lors d'une attaque interne dans le district de Sherzad, province de Nangarhar,.
Le 29 février, les États-Unis et les talibans signent l'accord de Doha au Qatar, dans lequel les Américains s'engagent à se retirer d'Afghanistan sous quatorze mois, tandis que des négociations de paix entre les talibans et le gouvernement afghan doivent s'ouvrir le 10 mars 2020. Les deux camps s'accordent pour libérer leurs prisonniers — 5 000 talibans détenus par le gouvernement afghan et 1 000 militaires afghans détenus par les talibans. Mais le lendemain, le président afghan Ashraf Ghani annonce qu'il s'oppose à un échange de prisonniers. Les talibans rompent alors la trêve le 2 mars : ils annoncent qu'ils reprennent leur offensive contre les forces afghanes et qu'ils n'engageront pas de pourparlers tant que le gouvernement de Kaboul ne reviendra pas sur son refus de libérer ses prisonniers,. Ils s'engagent cependant à ne pas s'en prendre aux forces étrangères. Le 3 mars, le président américain Donald Trump s'entretient par téléphone avec le Mollah Baradar, chef politique des talibans, avec lequel il déclare avoir eu « une très bonne conversation ». Mais dans la nuit du 3 au 4 mars, les talibans mènent des attaques dans les provinces de Kunduz et d'Orozgan qui causent la mort de vingt militaires et policiers afghans. Le matin du 4 mars, malgré l'accord, les États-Unis revendiquent une frappe aérienne défensive contre les talibans dans la province de Helmand.
Le 6 mars, deux insurgés de l'État islamique ont abattu 32 personnes à Kaboul.
Le 10 mars, le Conseil de sécurité de l'ONU entérine l'accord du 29 février.
Le 25 mars, l'EIIL attaque un gurdwara (lieu de culte sikh) à Kaboul, tuant 25 personnes.
Le 29 mars, les talibans tuent six soldats et policiers afghans dans la province de Zabul et cinq dans la province de Baghlan.
Le 30 mars, une bombe collante attachée à un véhicule explose à Kaboul, blessant quatre personnes. Les talibans doivent envoyer dix représentants à l'aérodrome américain de Bagram pour superviser la libération de 5 000 prisonniers. Reuters rapporte que 27 forces de sécurité et 13 talibans sont tués dans les combats.

### 2021: victoire éclair des Talibans
Le 14 avril 2021, le président américain Joe Biden annonce le retrait de toutes les troupes américaines d'Afghanistan. Les talibans en profitent et investissent de nombreux districts à partir de cette date. Au 20 juin, les talibans contrôlent 124 districts sur les 407 du pays. Dès le 29 juin, 157 districts sont sous leur domination.

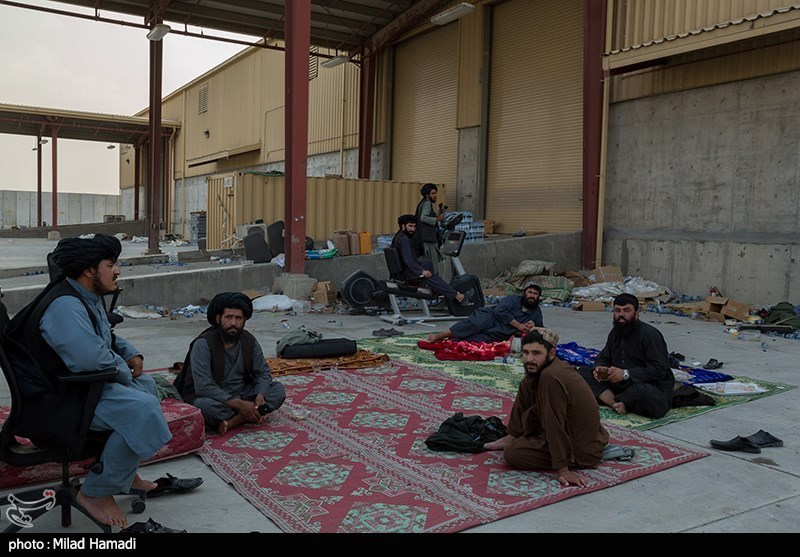
Base aérienne de Bagram en septembre 2021, après le retrait des États-Unis.

Le 2 juillet, les troupes américaines quittent la base aérienne de Bagram, tandis que les talibans poursuivent leur expansion face à une armée afghane exsangue. Le 5 juillet, les talibans contrôlent 195 districts, puis, le 9 juillet, 204 districts. Au 29 juillet, les talibans contrôlent 223 districts sur les 407 du pays.
Le 15 août, les talibans entrent dans Kaboul ; le président afghan s'enfuit et déclare que « les talibans ont gagné la guerre »,. C'est la déroute pour l'Otan et les Américains pris par surprise par la rapidité de la conquête territoriale des talibans. Certaines images font écho à la guerre du Viêt Nam, principalement l'évacuation de l'ambassade américaine de Kaboul qui est comparée à l'évacuation de la ville de Saïgon par les Américains lors de l'opération Frequent Wind. Cette guerre est la plus longue de toute l'histoire des États-Unis, ayant duré 20 ans, mais également une des plus coûteuses avec environ 1 000 milliards de dollars,, investis dans la guerre. La presse américaine fait porter la responsabilité de la défaite à Joe Biden, sans épargner ses prédécesseurs.
Selon un rapport de Human Rights Watch publié en novembre 2021, les talibans ont tué plus de 100 anciens membres des forces de sécurité afghanes au cours des trois mois après la prise de contrôle dans les quatre provinces de Ghazni, Helmand, Kandahar et Kunduz. D'anciens membres des forces de sécurité ont été tués par les talibans quelques jours après s'être inscrits auprès d'eux pour recevoir une lettre garantissant leur sécurité.

## Aide à la stabilisation et à la reconstruction

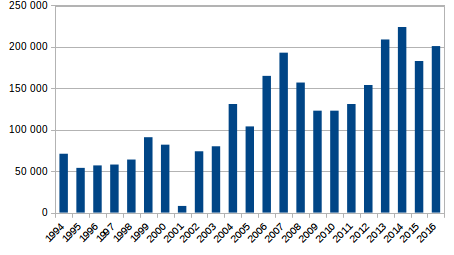
Culture du pavot en hectares de 1994 à 2007 (tableau fondé sur des chiffres de l'ONU) En janvier 2008, on estimait que l'Afghanistan produisait 93 % de l'offre mondiale de pavot à opium.

La coalition en Afghanistan a fait de nombreuses annonces visant à donner toutes les chances pour reconstruire le pays. Ces annonces sont notamment destinées à fournir :
- une aide économique importante (l'Union européenne étant le 2e bailleur de fonds de l'Afghanistan et du Pakistan[136]) ;
- une présence militaire et policière visant à protéger la population et à démanteler les groupes terroristes la Force internationale d'assistance et de sécurité sous commandement de l'OTAN plus l'opération Enduring Freedom toujours en cours, soit 45 000 hommes au total, dont 20 000 soldats américains ;
- une formation pour créer une police et une armée nationale afghane qui seront finalement chargées de maintenir la sécurité du pays.

Mais une partie de ces déclarations n'ont jamais été entièrement remplies. La communauté internationale a fait de nombreuses promesses sans les tenir complètement et la corruption locale a détourné une importante partie des milliards de dollars données par de nombreux pays. Plus de 2 000 cas de choléra étaient recensés à Kaboul, en juin 2005. La population de la capitale a doublé depuis 2002.
En avril 2009, le PNUD (Programme des Nations unies pour le développement) a reconnu qu'une partie du financement (dont 25,6 millions de dollars provenant de l'USAID) avait été détourné localement, bien que selon le porte-parole du PNUD Stéphane Dujarric, la plupart des projets aient été achevés. Parmi les projets non achevés, une piste d'atterrissage à Qalat (où se trouve une unité américaine du Provincial Reconstruction Team), qui a déjà coûté 749 000 dollars, et un pont sur le Tarnak, qui a dû être reconstruit par d'autres contractants.
De plus, la culture du pavot s'est étendue, avec l'aide des seigneurs de la guerre, qui morcellent le pays en différents fiefs, et parfois la protection de membres du gouvernement (dont peut-être le frère même du président, Ahmed Wali Karzai (en), accusé fin octobre 2008 de s'enrichir grâce au trafic de drogue). Ceci n'a pas empêché Hamid Karzai d'obtenir un léger avantage sur son rival Abdullah Abdullah, ex-ministre des Affaires étrangères d'origine mixte pashtoune et tadjik, lors de l'élection présidentielle du 20 août 2009 et d'être réélu.
Les critiques de la politique menée dans le cadre de la « guerre contre le terrorisme » jugent que la « pacification » de l'Afghanistan, c'est-à-dire la victoire contre les forces insurrectionnelles talibanes, n'est pas complète.

## Les relations ambiguës entre l'aide humanitaire et la coalition militaire
L'instrumentalisation de l'aide humanitaire par la coalition militaire a fait l'objet de critiques, notamment de la part de Médecins sans frontières. L'anthropologue Karine Gatelier remarquait ainsi que les « EPR (équipes provinciales de reconstruction) se substituent aux ONG en identifiant les besoins des populations locales et en leur déléguant a posteriori certaines réalisations ».
Les associations et les différentes ONG se retrouvent du fait de cette instrumentalisation sous les feux des critiques et certaines sont attaquées par des talibans, sous prétexte qu'elles sont au service des États-Unis. Médecins sans frontières, présent en Afghanistan depuis 1980, met ainsi fin à sa mission en juin 2004, à la suite du décès de cinq de ses employés, tués par les talibans l'accusant de travailler pour Washington,. Le second communiqué du mollah Abdul Hakim Latifi (en), ayant revendiqué l'attaque contre MSF, affirmait ainsi : « D'autres organisations comme Médecins Sans Frontières travaillent également dans l'intérêt des Américains, ils sont des cibles pour nous ». MSF rejeta cette accusation, rappelant la séparation entre l'aide humanitaire et le politique qui est à l'origine de son action, et dénonça « l'instrumentalisation de l'humanitaire par les militaires » et le « chantage à l'aide » qui « établit une distinction inique entre supposées « bonnes victimes » (celles qui collaborent) et « mauvaises victimes » ». L'ONG dénonçait alors ce chantage, rendant la situation périlleuse pour les volontaires, rappelant que « plus de 30 travailleurs humanitaires afghans ont déjà été tués au cours des derniers mois [2003-2004], ainsi que plusieurs étrangers travaillant pour la Croix-Rouge, les Nations unies et, le 2 juin dernier, MSF. L'hostilité est grandissante, l'espace humanitaire ne cesse de se réduire ».
Par ailleurs, depuis l'invasion soviétique et la guerre civile, les ONG sont confrontées à des essais de captation de l'aide par les différents seigneurs de la guerre, qui l'utilise afin d'augmenter leur légitimité sur le terrain.
Un sondage du 15 mars 2011 montre que 64 % de la population américaine pensent que cette guerre n'en valait pas la peine. Le 17 mai 2011, les pertes officielles américaines s'élèvent à 1 579. Le 4 janvier 2007, l'opinion américaine a cessé de soutenir la guerre d'Irak lorsque les pertes officielles ont dépassé les 3 000 morts.

## Bilan global de la stratégie occidentale
Dans une étude publiée à l'été 2011, Jean-Pierre Steinhofer décrit la Coalition comme « une addition de forces militaires à la poursuite de succès tactiques plus ou moins durables, sans stratégie claire. » Il explique cette situation par trois raisons :
- L'OTAN n'a pas désignée son ennemi (« L'ennemi est le terrorisme. Cette désignation est inepte. Car le terrorisme n'est pas un ennemi : c'est un mode d'action »).
- L'OTAN n'a pas d'objectif stratégique (l'OTAN hésite entre l'objectif « colonial » [développement] et l'objectif sécuritaire [faire la guerre en Afghanistan pour ne pas la faire en Europe ou aux États-Unis]).
- Par conséquent, l'OTAN n'a pu définir de stratégie [application simultanée de la stratégie de contre terrorisme et de contre insurrection, ce qui se traduit par des contradictions].

Le journaliste Mehdi Hasan considère qu'en dépit de ce qu'affirment aux États-Unis les partisans de la continuation voire du renforcement de la présence militaire sur place, aucun des objectifs affichés n'a été atteint, qu'il s'agisse de soutenir un gouvernement afghan démocratique et stable, de protéger la population afghane, de réduire le trafic de drogue, d'empêcher le développement de l'État islamique ou de défaire les Talibans.

## Rôle de la production et du trafic d'opium dans la guerre

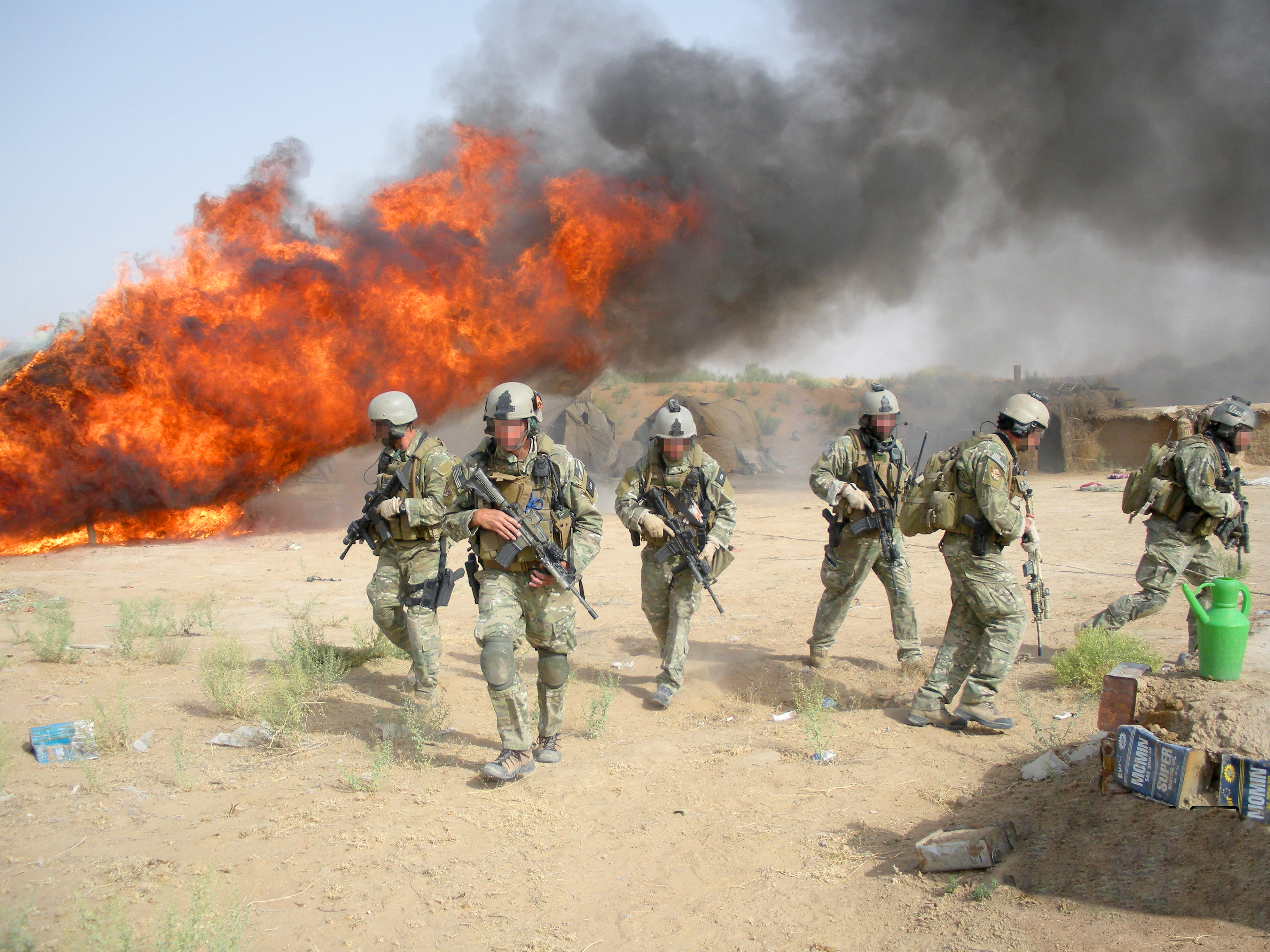
Foreign-Deployed Advisory and Support Team (FAST) de la Drug Enforcement Administration détruisant 262 tonnes de haschisch le 9 juin 2008 lors de l'operation Albatross en Afghanistan.

La production afghane d'opium, qui représente, en 2008, 93 % de la production mondiale a été en augmentation constante jusqu'en 2007, et tend à diminuer quelque peu depuis. L'argent du trafic finance aussi bien des responsables du gouvernement afghan que les insurgés et les talibans.
À la fin 2009, un rapport de l'UNODC annonce ainsi que le trafic des opiacés génère 3,4 milliards de dollars de revenus en Afghanistan. Les talibans tirent des revenus importants de ce trafic, estimés à 85 millions de dollars en 2005 et 125 millions en 2009. Cela constitue cependant une faible part revenus du commerce de l'opium. Les paysans afghans obtiennent entre 600  et   700 millions de dollars. Le reste de ces revenus est capté par les officiels du gouvernement, la police et les autorités locales et régionales contribuant à alimenter la très forte corruption du pays qui se trouve dans l'indice de perception de la corruption à l'avant-dernier rang. Ce climat est renforcé par la relative impunité dont jouissent les principaux trafiquants comme le montre l'exemple d'Ahmed Wali Karzai, frère du président Hamid Karzai bien que, entre autres, la Drug Enforcement Administration et d'autres services luttent contre ce trafic parviennent à arrêter et extrader plusieurs trafiquants.
Selon un rapport du gouvernement américain de 2018, les États-Unis ont dépensé 8,6 milliards de dollars depuis 2002 pour arrêter le commerce de l'opium en Afghanistan et refuser aux talibans une source de revenus. Un rapport du rapport de mai 2021 estimait que les talibans tiraient 60% de leurs revenus annuels du commerce de l'opium, tandis que les responsables de l'ONU estimaient que plus de 400 millions de dollars avaient été gagnés par les talibans par le commerce entre 2018 et 2019.

## Exactions et crimes de guerre

### Campagne de 2001
Les troupes du général Dostom, qui bénéficiait de fonds de la CIA, ont été accusées de crimes de guerre, commis à la suite de la reddition des talibans à Koundouz, en novembre 2001, négociée en présence des troupes américaines. Une partie des prisonniers, dont l'Américain John Walker Lindh, fut emprisonné dans le fort de Qala-i-Jangi, près de Mazaar-et-Shariff, où ils se mutinèrent fin novembre 2001 - la plupart d'entre eux furent alors tués, tandis que l'agent de la CIA Johnny Micheal Spann (en) devenait le premier mort américain du conflit. Les 7 500 prisonniers restants furent transférés, enfermés dans des conteneurs, à la prison de Chébergân (dans le Djôzdjân), sous les ordres du général Dostom. Des centaines, peut-être des milliers de talibans sont morts au cours de ce transfert, Dostom les ayant laissé délibérément asphyxier et mourir de soif,: plus de 2 000 selon un document du gouvernement américain obtenu par Physicians for Human Rights et de 3  à   5 000 selon le réalisateur Jamie Doran (en), qui a co-filmé avec le journaliste afghan Najibullah Quraishi le documentaire Afghan Massacre: The Convoy of Death (en) (« Massacre afghan: le convoi de la mort », 2002). L'administration Bush a été accusé de vouloir clore l'affaire, pour ne pas déranger ses alliés afghans et pour préserver certains de ses membres soupçonnés d'avoir été les témoins directs des évènements,. Citant des témoins, le documentaire affirmait que des militaires américains avaient participé à des exécutions directes des prisonniers. Les Tipton Three (en), détenus à Guantanamo et libérés en 2004, ont à plusieurs reprises parlé de ce massacre.

### 2001-2021
Les deux camps se livrent à de nombreuses violations du droit international. D'un côté, la stratégie talêb, qui consiste à chasser physiquement l'administration du pays pour s'y substituer et saper toute légitimité au gouvernement Karzaï, entraîne de nombreux assassinats de fonctionnaires (policiers notamment). De nombreux autres actes qui font partie intégrante de leur tactique, comme la prise d'otages ou l’attaque du système éducatif visant à empêcher la scolarisation des filles, à l'aide de lance roquettes notamment, constituent aussi de graves violations.
Les talibans ont commis des massacres, des attentats-suicides, du terrorisme et le ciblage de civils pendant la guerre. En 2011, The New York Times rapportait que les talibans étaient responsables de 75% de tous les civils tués dans la guerre en Afghanistan. Les rapports des Nations unies ont constamment blâmé les talibans et d'autres forces anti-gouvernementales pour la majorité des morts civiles dans le conflit. Les talibans ont commis d'autres crimes, notamment des viols collectifs et l'exécution de soldats qui se sont rendus.
De l'autre côté, la Coalition, et les États-Unis en particulier, font l'objet de nombreux rapports de la part des organisations de défense des droits de l'Homme. L'utilisation excessive de la force, les arrestations arbitraires ou non justifiées, les centres de détention clandestins, les mauvais traitements voire la torture ou la mort en détention ont ainsi été largement relevés en Afghanistan,. Par exemple, en mars 2011, cinq soldats américains ont été jugés et condamnés dans le cadre du scandale du Kill Team ou « Commando de la mort », pour des crimes commis sur des afghans.
De plus, la Coalition est l'auteur tous les ans de frappes aériennes meurtrières pour les civils afghans. Selon Human Rights Watch, les victimes civiles d'erreurs de frappe ont triplé entre 2006 et 2007 (321 personnes tuées dans des bombardements en 2007 contre 116 en 2006 - 929 victimes civiles ayant été comptées, au total, en 2006, et 1 633 en 2007). Le nombre de tonnes de bombes larguées par les avions de la coalition a quant à lui doublé de 2006 à 2007.
Après la bataille de Chora, qui fait une soixantaine de pertes civiles en juin 2007, le bombardement d'Azizabad du 22 août 2008 (90 morts civils, dont 60 enfants) a notamment conduit le président Hamid Karzai à demander une renégociation des termes de la présence des troupes étrangères,, ce qui a pour conséquence de tendre les relations entre son gouvernement et les forces occidentales.
Une nouvelle bavure a eu lieu le 4 mai 2009, lors d'un bombardement américain dans le district de Bala Buluk qui tue plus de 100 personnes, insurgés et civils (dont des femmes et des enfants), à l'ouest du pays, ce qui en ferait le bombardement le plus meurtrier pour les civils depuis le début de l'offensive en 2001.
En 2010, Wikileaks divulgue des documents mettant en lumière des enlèvements et assassinats extrajudiciaires de la Task Force 373, groupe militaire actif pendant la guerre. Wikileaks, The Guardian et d'autres médias internationaux ont ensuite dévoilé que le groupe avait pour objectifs de soit capturer ou soit tuer les dirigeants Talibans. Celui-ci a dans beaucoup de cas assassiné des personnes sans tenter de les capturer. La Task Force a aussi assassiné des hommes civils, femmes civiles, enfants ainsi que des policiers afghans.
Le 11 mars 2012, Robert Bales, un sergent américain, sorti de sa base à pied vers 3 h du matin, ouvre le feu sur des Afghans et tue froidement d'une balle dans la tête dix-sept civils, dont de nombreux enfants, dans la province de Kandahar, bastion taliban du sud de l'Afghanistan. Il se rend ensuite et est placé en détention. Le 23 mars 2012, il est formellement inculpé de 17 assassinats et de six tentatives. Ce massacre tend un peu plus les relations déjà difficiles entre Washington et Kaboul, après de précédents incidents impliquant des militaires américains, notamment dans une vidéo diffusée sur internet en janvier dans laquelle quatre marines urinent sur trois cadavres ou l'incinération de Corans en février. Le 18 avril 2012, un nouveau scandale éclabousse l'armée américaine: le Los Angeles Times publie des photos de soldats américains posant, souriants, au côté de cadavres d'insurgés afghans, dont certains démembrés (Certains soldats tenant même dans leurs mains des morceaux des corps déchiquetés). Le Pentagone lance immédiatement une enquête.
« Le coût supporté par la France est estimé à 500 millions d'euros par an sans compter les pertes humaines et les matériels détruits » selon le ministre français de la Défense.
Le Haut conseil de paix créé en 2010, vise à établir des discussions avec les talibans mais ces derniers tuent son dirigeant, Burhanuddin Rabbani, le 20 septembre 2011.

## Bilan

### Bilan humain

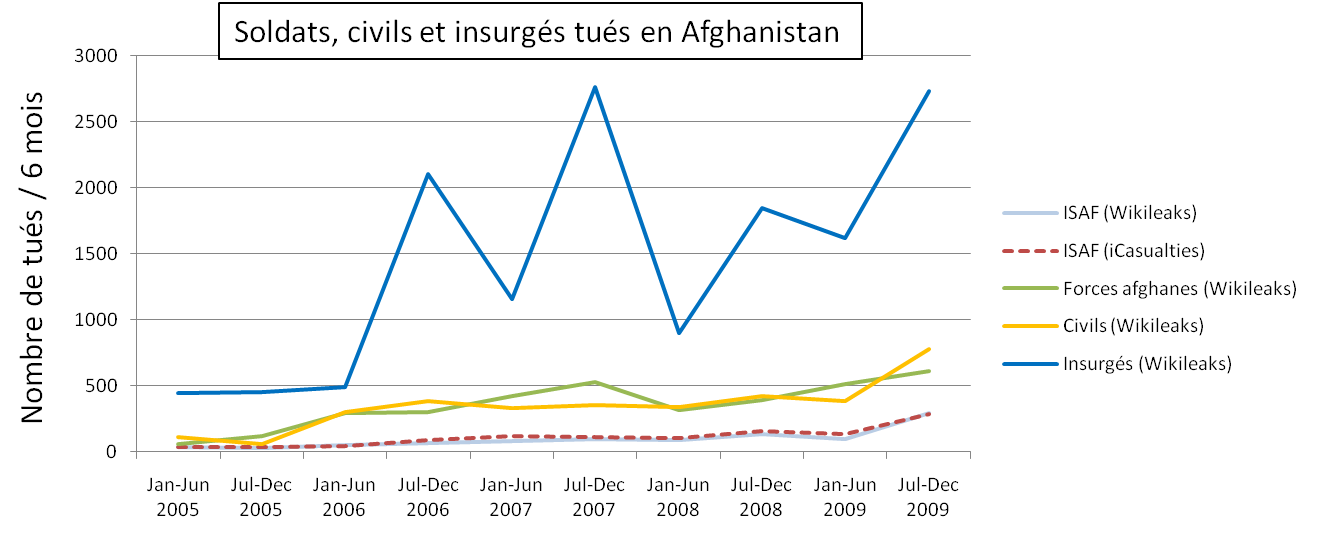
Bilan des pertes humaines entre 2005 et 2009 selon les documents publiés par WikiLeaks.

#### Victimes civiles
À la fin août 2009, le nombre de victimes civiles est estimé à au moins 9 500 tués. Les estimations des Nations unies font état de plus de 2 400 civils tués en 2009, dont au moins 1 400 par les talibans et 465 par la Coalition tandis que le ministère de l'Intérieur Afghan fait état de 2 100 tués et 3 700 blessés.
Très peu de chiffres concernant le nombre global de civils afghans tués depuis 2001. Selon l'étude du professeur Marc Herold
 parue dans le Guardian, plus de 4 000 civils ont été tués dans les trois premiers mois de la guerre.
Après dix ans de guerre, il est très difficile de savoir combien de civils ont été tués dans ce conflit.
En 2009, les engins explosifs improvisés ont tué 1 054 civils afghans.
Un rapport d'un centre de l'OTAN sur le terrorisme relève en 2011, selon les sources publiques, un total de 2 009 actes terroristes (3e rang mondial) faisant 2 977 tués, 3 978 blessés et 246 personnes enlevés.
En 2011, le nombre de civils tués depuis 2006 estimé par l'ONU est de 9 759, dont 6 269 tués par les forces anti-gouvernementales, et 2 723 par la coalition ou les soldats de l’armée régulière, à quoi il conviendrait de rajouter entre 6 300 et 23 600 civils morts directement, ou indirectement, du fait de la guerre entre 2001 et 2003.
De son côté, l'UNAMA évalue à au moins 10 292 le nombre de non-combattants tués entre 2007 et juillet 2011. Ces chiffres n’incluant toutefois pas les morts indirectes dont le nombre, selon un article du Guardian, s'établit à au moins 20 000, à la suite des déplacements de population et de la famine causée par l’arrêt de l’approvisionnement en nourriture, rien que pendant la première année de la guerre.
En 2012, le rapport annuel sur la protection des civils dans les conflits armés préparé par l'MANUA et le HCDH fait état de 3 021 civils morts en 2011 (contre 2 777 civils morts en 2010). En 2013, la MANUA rehausse son bilan et parle de 3 133 civils tués.
En février 2013, ce même rapport fait état de 2 754 civils morts en 2012,,. Ainsi depuis 2007 jusque fin 2011, au moins 11 864 personnes sont mortes dans le conflit qui oppose le gouvernement soutenu par les forces internationales et les talibans et d'autres groupes insurgés,, soit au moins 14 618 victimes en incluant les chiffres de l'année 2012.
Selon la Mission d'assistance des Nations unies en Afghanistan (MANUA), 2 959 civils sont tués pendant l'année 2013 et 5 656 blessés. Durant la première moitié de 2014, le nombre de victimes a augmenté de 24 % : 1 564 civils ont ainsi été tué et 3 289 blessés du 1er janvier au 30 juin.
Selon la Mission d'assistance des Nations unies en Afghanistan (MANUA), 2 562 civils ont été tués, dont 639 enfants, et 5 835 blessés entre le 1er janvier et le 30 septembre 2016. Les groupes insurgés sont responsables de 61 % de ces violences, contre 34 % pour les forces gouvernementales afghanes et les forces aériennes américaines. Le Bureau de la coordination des affaires humanitaires (OCHA) comptabilise également au moins 323 500 civils déplacés depuis le début de l’année. De plus, selon l'ONU en 2016, 11 500 civils sont tués, soit une augmentation de 3 % par rapport à 2015[réf. nécessaire].
Au premier trimestre 2019 les forces américaines et afghanes ont tué davantage de civils que les groupes insurgés. par ailleurs, dans un rapport datant de février, portant sur l'année 2018, l'ONU remarquait que « pour la seule année 2018, à peu près le même nombre de civils sont morts des suites de bombardements que les années 2014, 2015 et 2016 combinées ».
| Année | Nombre de victimes |
| ----- | ------------------ |
| 2001  | inconnu            |
| 2002  | inconnu            |
| 2003  | inconnu            |
| 2004  | inconnu            |
| 2005  | inconnu            |
| 2006  | 929,               |
| 2007  | 1523,              |
| 2008  | 2118,              |
| 2009  | 2412               |
| 2010  | 2792               |
| 2011  | 3133               |
| 2012  | 2768               |
| 2013  | 2959               |
| 2014  | 1564 (au 30 juin)  |
| Total | plus de 20 198     |

#### Le sort des traducteurs afghans employés par l'armée française
De 2011 à 2014 l'armée française a employé environ 800 traducteurs en Afghanistan. Après le départ de l'armée, nombre d'entre eux ont été assassinés par les Talibans, d'autres ont émigré clandestinement et seuls 250 ont bénéficié du droit d'asile en France, avec un retour de nombre d'entre eux dans les difficiles conditions qui ont suivi la reprise de Kaboul par les talibans à l'été 2021.
Ces personnes avaient été embauchées sur place sous le statut de Personnel civil de recrutement local (PCRL), et cela concernait toutes sortes de métiers. Après son retrait en 2012, la France a procédé à leur relocalisation des interprètes en trois phases, en 2013, 2015 et 2018, totalisant 217 dossiers acceptés et visas accordés. L'État français aurait voulu que la première relocalisation, qui avait abouti à accepter à 73 dossiers seulement, soit la dernière et reste un processus exceptionnel, mais l'Association des interprètes et auxiliaires afghans de l'Armée française a réussi à le contraindre à être plus généreux et plus juste. Emmanuel Macron, alors en campagne pour l'élection présidentielle française de 2017, avait associé le sort des Harkis pendant la guerre d'Algérie avec celui des supplétifs afghans et affirmé qu'il s'agissait d'« une trahison de l'État français ».
Les critères exigés par l'État français pour recevoir les personnes recrutées sont beaucoup plus difficiles que ce que demande les autres forces de l'Otan. Il est exigé un bone capacité à s'intégrer dans la culture française, qu'il soit prouvé que ce personnel est effectivement menacé, et divers critères sur la propre sécurité de la France. Elle est le seul pays à exiger une condition d'intégration. L'État français ne voulait pas créer un précédent, qui pourrait le contraindre si, dans l'avenir, il demandait à nouveau le soutien de la population locale dans d'autres pays et d'autres opérations. Aussi l'ensemble de la procédure s'est déroulée dans l'opacité, et l'administration française ne motivera aucun de ses refus.
Le critère de la culture est incongru puisque, précisément, l'armée française, ne trouvant pas assez de candidats francophones lors de l'embauche, a retenu une majorité de candidats anglophones. Les deux tiers des PCRL ne parlaient pas français, mais l'anglais. Ainsi, en temps de guerre, il n'est pas nécessaire de parler français pour servir l'armée française ; par contre, en temps de paix, cela devient une exigence. Leur contrat d'embauche les intégrent de fait à la nation française, par son article 10, qui stipule : « Le cadre de ce contrat est exclusivement du ressort de la loi française. Tout litige non résolu à l'amiable sera porté devant la justice française qui sera la seule compétente en la matière. » En raison de ce règlement, les juridictions françaises établissent que ces personnels ont le droit, de par la fonction qu'il exerce, à la protection fonctionnelle française, qui est due aux agents contractuels, sans avoir à satisfaire aucun autre critère.

#### L'exil et les réfugiés afghans
Les réfugiés afghans forment en 2009 le deuxième groupe national le plus important de réfugiés après les Pakistanais. Le nombre de réfugiés afghans immigrant dans les pays industrialisés a baissé de 80 % entre 2001 et 2004, passant de 54 000 en 2001, à moins de 9 000 en 2004.
Outre les décès, les guerres ont depuis 1979 provoqué l'exil de millions d'afghans (nonobstant les déplacés internes), parfois pris en charge par le HCR (Haut Commissariat des Nations unies pour les réfugiés), et parfois cantonnés dans une situation d'illégalité. Ainsi, dans les années 1990, plus de 6 millions d'afghans s'étaient exilés, principalement vers l'Iran et le Pakistan. Début 2001, 2,5 millions d'entre eux se trouvait dans ces deux pays, répartis dans plusieurs centaines de camps de réfugiés, dont certains construits en dur. Mais plus d'un million d'afghans s'exilent après les attentats de septembre et le début de la guerre, la sécheresse s'ajoutant à ces causes : si fin novembre, certains réfugiés commencent à rentrer, le nombre total de réfugiés s'élève toutefois à 3,6 millions fin 2001 et 3,7 millions en 2002 selon le HCR. 2 millions d'afghans avaient pourtant regagné le pays en 2002, représentant le plus grand rapatriement de réfugiés depuis les années 1970, mais ces retours ne semblent que compenser partiellement les départs dus à la sécheresse et aux persécutions.
Aujourd'hui, les réfugiés afghans sont dans leur ultra-majorité répartis en Asie centrale : 1,9 million sont au Pakistan, 935 000 en Iran (en juin 2009 ; contre environ deux millions en 2000), d'autres sont en Turquie, etc. En septembre 2008, 250 000 d'entre eux ont regagné l'Afghanistan, parfois avec l'aide financière du HCR, retours « motivés, selon le HCR, du moins en partie par l’augmentation du coût de la vie dans les pays d’asile ».
12 600 demandes d'asile ont été faites par des afghans, en 2008, dans des États de l'UE (soit 5 % des demandes totales), avec des taux de réussite variant entre 3 % (Lettonie) et 20 % (Danemark) selon les États.
En juillet 2005, à la suite d'une réunion à Évian des ministres de l'Intérieur du G5 (Allemagne, Espagne, France, représentée par Nicolas Sarkozy, Italie, Royaume-Uni), un charter a expulsé vers l'Afghanistan quarante déboutés du droit d'asile, mesure qui avait fortement été critiquée par un certain nombre d'associations (Gisti, Anafé, LDH[Laquelle ?], MRAP, ATMF, Amnesty International, Cimade,), de partis politiques (PCF, Verts, LCR) ainsi que par le commissaire européen aux droits de l'homme, Alvaro Gil-Robles, qui écrivait dans un rapport « sur le respect effectif des droits de l'homme en France » : « Une telle mesure avait pourtant été fortement critiquée par la Commission Nationale de Déontologie et de Sécurité et jugée contraire au droit français par le Conseil d'Etat ».
Le ministre Éric Besson ordonne en septembre 2009 la fermeture du camp improvisé de Calais, sept ans après la fermeture de Sangatte par le ministre de l'Intérieur Nicolas Sarkozy, qui abritait de nombreux exilés afghans.

#### Pertes militaires de la coalition
Voici les pertes annuelles des forces armées de la coalition internationale engagée dans le pays au 22 décembre 2014 : 3 487 militaires avaient perdu la vie (et plus de 33 300 avaient été blessés), toutes causes confondues (combats, accidents, etc.) sauf les cas de suicide de soldats qui ne sont pas comptés dans cette liste, dont 2 357 Américains (on dénombre par ailleurs 20 068 blessés américains) et 89 Français, (pour 725 blessés).
Le 20 novembre 2014, le ministère de la Défense britannique a annoncé que le nombre de soldats britanniques tués en Afghanistan était désormais de 453 (pour 7 439 blessés) (contre 179 en Irak et 3 600 blessés),.
À ces pertes, il faut ajouter celles des sociétés militaires privées. En 2007, la firme Saladin employait ainsi 2 000 hommes, soit presque autant que les Forces canadiennes qui contribuent à hauteur de 2 500 hommes. Dix-huit mercenaires de la firme Hangar ont été tués début juin 2009 dans la province de Farâh. Au 31 mars 2014, 1 510 employés américains de sociétés militaires privées étaient morts et environ 15 000 sont tombés malades ou blessés en Afghanistan.
Selon le média russe d'investigation The Insider, le GRU aurait mené un programme destiné à éliminer les soldats américains. Une prime de 200 000 $ est versée à chaque afghan qui tue un soldat américain ou allié. Ce programme aurait été porté par l'unité 29155 du GRU côté russe.
| Année | États-Unis | Royaume-Uni | Canada | France | Autres pays | Total |
| ----- | ---------- | ----------- | ------ | ------ | ----------- | ----- |
| 2001  | 12         | 0           | 0      | 0      | 0           | 12    |
| 2002  | 49         | 3           | 4      | 0      | 14          | 70    |
| 2003  | 48         | 0           | 2      | 0      | 8           | 58    |
| 2004  | 52         | 1           | 1      | 3      | 3           | 60    |
| 2005  | 99         | 1           | 1      | 2      | 28          | 131   |
| 2006  | 98         | 39          | 36     | 6      | 12          | 191   |
| 2007  | 117        | 42          | 30     | 3      | 40          | 232   |
| 2008  | 155        | 51          | 32     | 11     | 46          | 295   |
| 2009  | 317        | 108         | 32     | 11     | 53          | 521   |
| 2010  | 499        | 103         | 15     | 16     | 78          | 711   |
| 2011  | 418        | 46          | 5      | 26     | 71          | 566   |
| 2012  | 310        | 44          | 0      | 10     | 39          | 403   |
| 2013  | 127        | 9           | 0      | 1      | 24          | 161   |
| 2014  | 55         | 6           | 0      | 0      | 14          | 75    |
| Total | 2 356      | 453         | 158    | 89     | 430         | 3 487 |

Le 6 août 2011, un hélicoptère Chinook est abattu par les talibans, il transportait 30 soldats des forces spéciales américaines, 7 soldats afghans et 1 traducteur civil afghan.
Le 16 août 2012, la chute d'un hélicoptère fait 11 morts, dont 4 membres de la Force internationale d'assistance à la sécurité, 3 membres des forces américaines en Afghanistan, 3 membres des forces de sécurité nationales afghanes et 1 interprète civil afghan.
Le 17 décembre 2013, le crash d'un hélicoptère tue six soldats américains.
Le 26 avril 2014, cinq soldats de l'OTAN sont tués dans l'accident d'un hélicoptère Lynx britannique dans le sud de l'Afghanistan,.

#### Pertes du gouvernement central
Les forces armées, police nationale afghane et armée nationale afghane, du gouvernement Karzaï sont une des cibles privilégiées des talibans. Elles ont perdu en octobre 2009 au moins 5 500 tués depuis le début des hostilités. Ces chiffres sont en constante augmentation puisque pour l'année 2009, les seules pertes de la police s'élèvent, selon le porte-parole du ministère afghan de l'Intérieur, à 1 410 tués.
4 634 soldats et policiers afghans sont tués dans les combats et les attentats de janvier à novembre 2014.
En 2015, l'armée et la police afghane déplore près de 5 000 tués et 15 000 blessés. En 2016, les pertes sont de 6 800 morts. Pour le seul mois de juillet 2016, les combats font 900 morts dans les rangs de la police et de l'armée selon le général américain John Nicholson.
Selon des rapports du Special Inspector General for Afghanistan (SIGAR), un organisme du Congrès américain, 6 785 membres des forces de sécurité afghanes ont été tués lors de dix premiers mois de l'année 2016 ; 2 531 autres sont morts et 4 238 ont été blessés entre le 1er janvier et le 8 mai 2017. Ces bilans ont été fournis aux autorités militaires américaines par le gouvernement afghan. L'agence Reuters indique que « les autorités et les gradés américains ont estimé à maintes reprises que les forces afghanes subissaient des pertes intenables face aux talibans, en partie à cause de leur stratégie qui repose fortement sur l'existence de postes de contrôle statiques et particulièrement vulnérable. […] Selon les autorités américaines, l'armée afghane, lorsqu'elle défend des postes de contrôle, subit dix fois plus de pertes que lorsqu'elle mène des opérations offensives ».
Lors des deux premiers mois de l'année 2017, 36 membres des forces de sécurité ont en moyenne été tuées ou blessées chaque jour[réf. souhaitée].
En 2021, l'armée et la police afghanes perdent au combat entre 30 et 50 hommes chaque jour.

#### Pertes talibanes
En mai 2008, selon les estimations du gouvernement afghan et de la coalition, environ 20 000 combattants talibans avaient été tués et environ 1 000 faits prisonniers.
Pour l'année 2009, le porte-parole du ministère afghan de l'intérieur fait état de 4 600 militants tués et 2 958 suspects arrêtés.

### Bilan économique
En avril 2017, le Pentagone a évalué à 800 milliards de dollars les dépenses engagées par les États-Unis pendant les seize premières années de guerre en Afghanistan. Une somme consacrée aux opérations militaires, à la formation des forces afghanes et à l'aide fournie aux diverses administrations du pays. La population de l'Afghanistan a augmenté de plus de 50 % entre 2001 et 2014, tandis que son PIB a été multiplié par huit.

### Santé et éducation
Entre 2001 et 2021, l'Afghanistan a connu des améliorations en matière de santé, d'éducation et de droits des femmes. L'espérance de vie est passée de 56 à 64 ans et le taux de mortalité maternelle a été réduit de moitié. 89% des résidents vivant dans les villes ont accès à l'eau potable, contre 16% en 2001. Le taux de mariage des enfants a été réduit de 17%. 39% des filles étaient scolarisées en 2017 contre 6% en 2003. En 2021, un tiers des étudiants à l'université étaient des femmes et 27% des parlementaires étaient des femmes. Le taux d'alphabétisation en 2021 est passé de 8% à 43% depuis 2001.

## Matériel employé

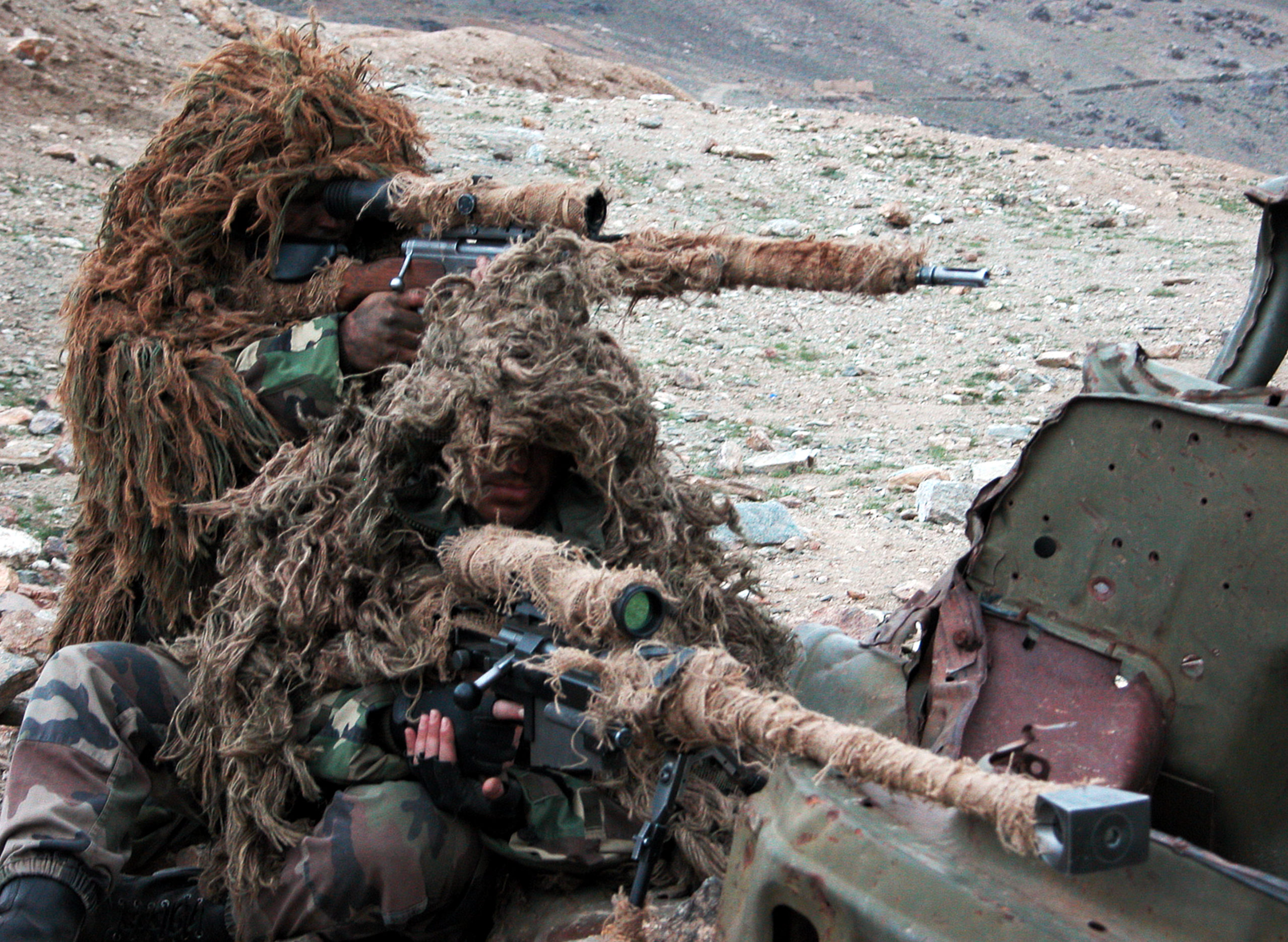
Tireurs d'élite du 2e régiment étranger d'infanterie de la Légion étrangère, équipés d'un PGM Hécate II et d'un FR-F2 en Afghanistan en 2005.

### Forces de la Coalition
Le tonnage de bombes largué par l'USAF est passé de 148 tonnes en 2004 à 1 774 tonnes en 2007 et a baissé à 1 192 tonnes en 2008. Au total, entre 2001 et avril 2009, l’US Air Force a largué 12 742 tonnes de bombes sur l’Afghanistan.
Le Canada a dû acheter du nouveau matériel, notamment des chars de combat modernes - alors qu'il envisageait au début des années 2000 de s'en débarrasser, des véhicules blindés, légèrement blindés ainsi que des pièces d'artillerie plus modernes :
Les opérations au sol s'installant dans la durée et les adversaires du nouveau gouvernement afghan et des forces internationales utilisant du matériel et des tactiques renouvelés causant des pertes parmi ces derniers, les forces armées occidentales déploient du matériel du plus en plus diversifié sur le terrain.
| Pays        | Artillerie        | Chars                                       | Véhicules                                                                                                   | Avions | Drone                     | Hélicoptères |
| ----------- | ----------------- | ------------------------------------------- | --- | --- | ------------------------- | --- |
| Allemagne   |                   |                                             | Véhicule de combat d'infanterie Marder, véhicules de transport de troupes Fuchs                             | |                           | |
| Belgique    |                   |                                             | LMV, MPPV                                                                                                   | F-16 |                           | |
| Canada      | Canon M777 155 mm | Leopard C2, Leopard 2 A6M CAN (depuis 2007) | VBL-III, Coyote (LAV-25), Mercedes G Wagen (soft skin), RG-31 Nyala, M113, Buffalo, Cougar, Bison, M113 A2. | | CU-161 Sperwer, IAI Heron | CH-146 Griffon, CH-147 Chinook |
| États-Unis  |                   |                                             | | A-10 Thunderbolt, F-15E, F-16, F-18, B-2, B-52,C-130,C-5                                                                                            | QB-1 Predator 2           | HH-60 Pave Hawks, AH-64 Apache, CH-47 Chinook |
| France      | Caesar            |                                             | VBCI, Aravis, PVP, Bufallo, VAB, AMX-10 RC, VBL                                                             | avion de transport C160, avion ravitailleur C135, Mirage 2000D (depuis 2002), Rafale (2007-2009), Mirage F1 CR (depuis 2009), Super-Etendard (2007) | Harfang, DRAC, SDTI       | hélicoptère de transport EC 725 Caracal, Gazelle, hélicoptère de combat Gazelle et Tigre (depuis le 26 juillet 2009), hélicoptère de transport Cougar |
| Royaume-Uni |                   |                                             | Viking BVS 10, Snatch 2, Jackal, Coyote, Spinger, Husky, Panther, VCI Warrior, Mastiff 2, Wolfhound.        | |                           | Apache AH Mk1 |

### Utilisation des drones à grande échelle
La guerre d'Afghanistan débutée en 2001 est la première guerre qui voit une utilisation massive des drones et autres avions sans pilote tels le MQ-1 Predator ou le MQ-9 Reaper, de General Atomics. Les premiers emportent deux missiles antichars AGM-114 Hellfire conçus pour les hélicoptères de combat Apache (notamment le AH-64 Apache) et servant par exemple à tirer contre les grottes à flanc de montagne. Les seconds plus gros, volant plus haut et plus longtemps, peuvent emporter jusqu'à quatorze missiles air-sol, mais aussi des bombes guidées par laser ou par GPS. Fin 2011, les forces armées américaines disposent de plus de 160 Predator, d'une cinquantaine de Reaper ainsi que de 25 RQ-4 Global Hawk qui ne sont pas armés mais peuvent voler trente-six heures, à 20 000 mètres d'altitude. Outre ces drones de combat et les drones de reconnaissance (par exemple le MQ-8 Fire Scout), des drones logistiques tel le K-Max UAS (drones hélicoptère développés par Kaman et Lockheed-Martin) sont utilisés depuis décembre 2011 par l'US Marine Corp pour le transport et le largage de fret, permettant d’éviter le recours aux convois de camions, vulnérables aux embuscades ou aux engins explosifs improvisés, principaux responsables des pertes de la coalition internationale.
Cela entraîne quelques évolutions dans le commandement et la stratégie des forces de la Coalition comme la possibilité de surveiller en permanence une partie du champ de bataille à différentes échelles de distance : par exemple, des opérateurs sur leur base, à des milliers de kilomètres du terrain d'action (Les drones qui opèrent au Pakistan, en Afghanistan et au Yémen sont contrôlés à partir du Nevada), peuvent viser en direct avec leur caméra d'une grande précision des insurgés cachés derrière un rocher. Et désormais, l’US Air Force forme plus d’opérateurs de drones que de pilotes de combat. Ainsi, en 2025, un tiers de la flotte américaine devrait être composé de drones de combat, soit plus de 900 appareils. Les nouveaux Predators, baptisés Avenger, seront propulsés par des réacteurs leur permettant d’atteindre plus de 700 km/h contre 100  à   130 km/h pour les drones à hélices utilisés aujourd’hui.
Ils sont aussi engagés dans des opérations d'assassinats ciblés sur le territoire pakistanais où 93 attaques ont été menées de début 2008 à fin 2009 et 204 attaques de début 2010 à fin 2011. Au total, de 2004 à 2013, 368 attaques ont été menées (dont 316 sous le mandat de Barack Obama) au Pakistan, occasionnant 2 537  à   3 533 morts. Plusieurs responsables talibans et d'Al-Qaïda, comme Baitullah Mehsud ont ainsi trouvé la mort.
Selon le Washington Post du 20 juin 2014, sur 418 accidents majeurs recensés par l’armée américaine depuis 2001, 67 de « type A » (ayant entraîné la destruction complète de l’appareil ou des dégâts supérieurs à 12 millions de dollars) ont eu lieu en Afghanistan.

## Dans la fiction

### Films
- Du sang et des larmes, sortie en 2013
- Whiskey Tango Foxtrot, une comédie dramatique américaine réalisée par Glenn Ficarra et John Requa, sortie en 2016.
- War Machine (film), sortie en 2017
- The Covenant, sortie en 2023

### Bandes dessinées
- Kaboul Disco de Nicolas Wild (2007)  (ISBN 9782849539392)
- Le Coq Gaulois - tome 2 - Le premier patriote - New edition, A&H éditions, de Pascal Pelletier (2020)  (ISBN 9791095857716)

### Séries
- Kaboul Kitchen

### Romans
- Jean Michelin, Jonquille, Gallimard, coll. « Blanche », 2012,  (ISBN 978-2-07-2738647)[420]
- Pukhtu : Primo, Gallimard, coll. « Série noire » (Thrillers), 2015  (ISBN 978-2-07-013552-3)
- Pukhtu : Secundo, Gallimard, coll. « Série noire » (Thrillers), 2016  (ISBN 978-2-07-014869-1)
- Lea Carpenter, Onze jours, 2018